# Kossuth Lajos utca (Miskolc)
A Kossuth Lajos utca egyike Miskolc legrégebbi utcáinak, hangulatos megjelenését és nyomvonalát máig őrzi. Korábban Német és Czikó utca néven is szerepelt, előbb az ide települt német iparosokról, utóbb az itt élő Czikó családról kapta a nevét. Mai elnevezését a 19. század végén, Kossuth Lajos halála után kapta. A Széchenyi István utcáról indul északi irányban, vége a Palóczy utca/Deák tér vonalán található. Az utca déli végénél 1996-ban állították fel a honfoglalás 1100. évfordulója alkalmából Varga Éva szobrászművész millecentenáriumi emlékművét.
Az utca megnyitásakor még csak a Pecén túli, északi szakasz volt beépülve, a Piac (ma Széchenyi) utca felőli részre csak később építkeztek. Az utca kezdettől a 18. század végéig a városon, északi irányban átvezető főútvonal volt. A Mindszent felől érkezők a Papszeren és az Alsó-Papszeren vagy Püspök (ma Rákóczi) utcán át érték el a Szinvát és a Piac (Derékpiac) utcát, majd a Czikó utcán, a Pece-patak hídján át folytatták az utat a mai Palóczy utcára, és innen mentek tovább Szentpéter irányába. A Kossuth utcai építkezéseket, főleg a keleti oldalon befolyásolta a patak folyása, mert az arra néző telekvégeken olyan építményeket kellett emelni, amelyek megvédték a házakat a Pece gyakori áradásaival szemben.
Az utca jellegzetes házai között megemlíthető az utcát nyitó Pannónia szálló és az utcát záró Belvárosi református templom, amit a miskolci köznyelv csak „Kakas-templom”-ként emleget, a régi lakóépületek közül – többek között – a Gyika-ház, a Mukulovszki–Silbiger-ház, a Pompéry-ház, a Hesz–Orczy-ház és a Czinczifa–Főzy-ház.

## Története

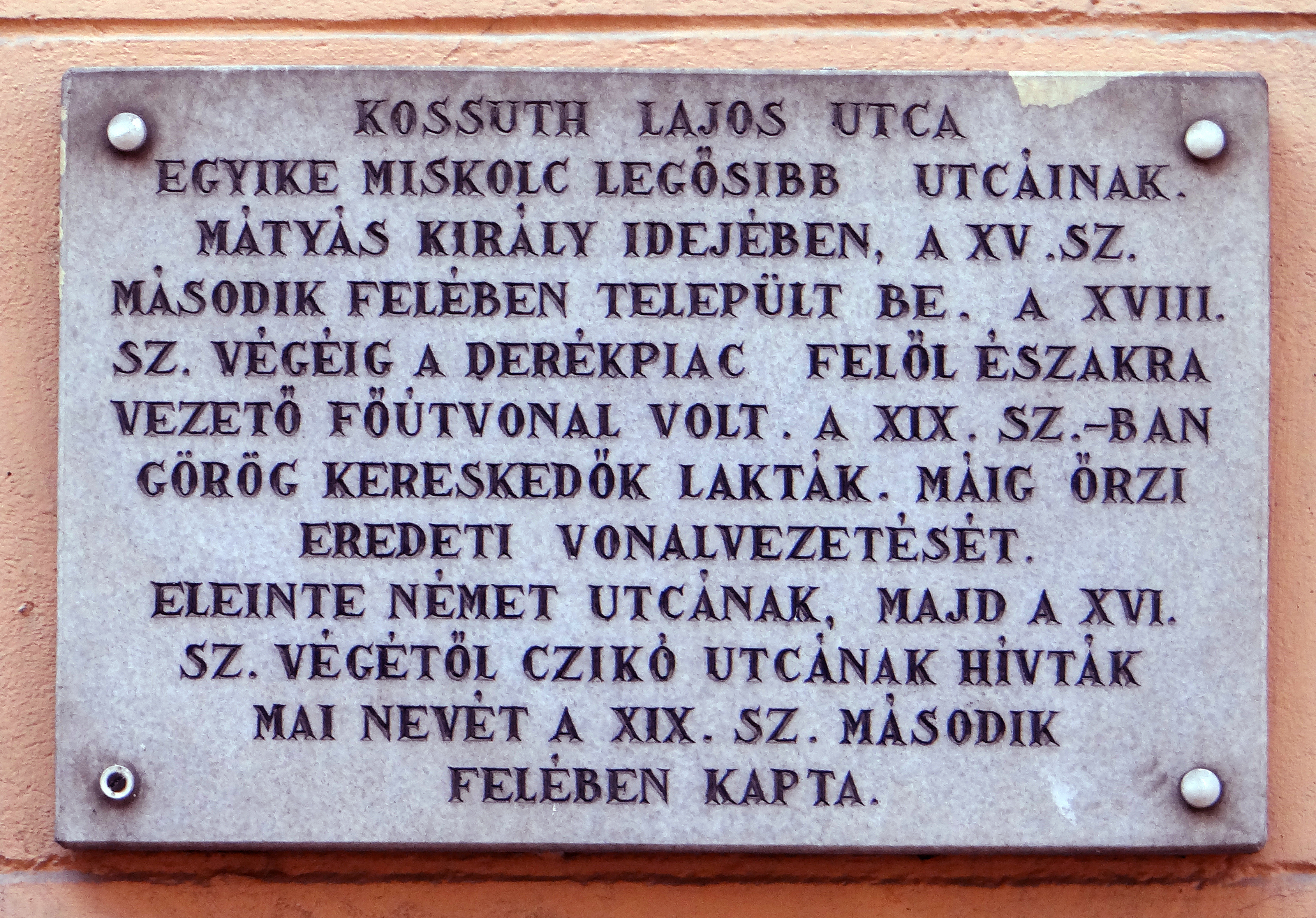
Tábla a Kossuth utca 3. számú ház falán

A Kossuth utca környéke Mátyás király idején, 1470–1490 környékén települt be, főleg német kézművesmesterekkel, iparosokkal (de voltak közöttük nemesek is). Az utcabeli jobbágytelkek rövidebbek, mint a többi középkori eredetű kötelbeli fundus. Első ismert neve Német utca volt. Ekkoriban az utcákat nem a városi vezetés nevezte el, hanem a nép, és nyilván olyan nevet adott, ami valamilyen módon jellemző volt rá. Kezdetben a Pecén túli, északi szakasz épült be, és bár ekkor a Piac utca felőli rész eléggé tágas lehetett, kiépített bejárata onnan lényegében nem volt. Az utca északi része ekkor az Újváros része lehetett, de az is lehet, hogy az Újváros csak a mai Palóczy utcánál kezdődött. Az utca keleti oldalának építkezéseire jellemző volt, hogy a Pecére néző telekvégekre olyan gazdasági melléképületeket építettek, amelyeket – valószínűleg csekély sikerrel – alkalmasnak gondoltak a patak áradásainak kivédésére. Érdekes, de történelmi okai vannak annak, hogy az 1702-es Kötelkönyv az egész utcát egyetlen kötelbe, a 19. számúba sorolja be, a háztelkek között (ekkor már megnyitották a Piac utca felé). Az utca neve rövidesen Czikó lett, ezt viselte a leghosszabb ideig. Névadója Czikóházi vagy Czikó János volt, akinek az utcában volt a háza. Czikó 1554-ben érkezett Miskolcra, a Füleket ostromló törökök elől menekült ide. Az 1563. évi urbárium szerint már nemesi ház tulajdonosa volt az utcában. Háza 1592-ben királyi felmentést kapott a közterhek alól. Czikóról 1609-ből származik egy perirati említés is, miszerint konfliktusba keveredett Zabari (Zabary, Szabari) Demeterrel, mert annak rossz helyen legeltető szolgáját Czikó lefogatta. Zabari egyébiránt szintén utcanévadó lett, 1580-tól 1702-ig a mai Déryné utca viselte a família nevét. Egyes családnevek továbbélése az utcanevekben akkoriban nem volt ritkaság, a vagyon, a társadalmi helyzet vagy a város vezetésében betöltött fontosabb pozíció és elismertség esetenként így nyilvánult meg. Kossuth Lajos 1886-ban díszpolgárságot, 1898-ban egész alakos szobrot kapott a várostól. Már életében utcát akartak elnevezni róla, a hozzá látogató miskolci küldöttség többször is kérte beleegyezését, de Kossuth elhárította a megtiszteltetést. Végül – valószínűleg a szoborállítással egy időben – a Czikó utcát Kossuth Lajosról nevezték el.
Az utcának fontos szerepe volt a város észak–déli forgalmának lebonyolításában. A Mindszent felől érkezők a Papszeren és a Püspök (ma Rákóczi) utcán át érték el a Szinva hídját, majd a Piac (ma Széchenyi) utcát, és a Czikó utcán, a Pece-patak hídján át haladtak a mai Palóczy utcára, és innen mentek tovább Szentpéter irányába. Később volt egy másik útvonal is, ez a Boldogasszony (ma Déryné) utcán haladt. A várost átszelő országút forgalma természetesen nem tett jót az út minőségének, miként erről Miskolc jegyzőkönyvébe 1673-ban tett bejegyzés is tanúskodik: „…mivel a Czikó uttzának az uttya régtöl fogvást el bomló és omló lévén a szertelen való essős idők miatt, ugy annyira, hogy sem ember, sem marha szabadosan nem járhatta, ahoz képest meg akarván építtetni, adá a B. tanács Turóczi Szabó Miklós Uramnak. Rétét, földét szabadosan birja maga és Successora, meg rakván gallyal és ahoz tartozó töltéssel tarcsa és gyarapittsa fogyatkozás nélkül”. A közlekedésben betöltött szerepe a Kazinczy utca 1794-es megnyitása után erősen visszaesett.
A Kossuth utca házainak többsége a 18. század első felétől, vásárlás révén görög kereskedők kezébe került, a kolónia a legnagyobb kiterjedését 1798-ban érte el. A görög kompánia tagjai sok szép házat építettek, ezzel hozzájárultak Miskolc belső területeinek városiasabbá tételéhez. A görögök két-három generáción keresztül birtokolták a Széchenyi, a Kossuth és a Rákóczi utca házainak többségét, és így alkottak a belvárosban egy többé-kevésbé összefüggő tömböt (a Kossuth utca 17 házából még a 19. század elején is 13 volt görög tulajdonban). Csupán a Kossuth utca északi végén, a református templom körzetében volt egy kis református „sziget”. 1843. július 19-én, a hatalmas miskolci tűzvészben leégett az egész Kossuth utca, így valamennyi házat és a templomot is helyre kellett állítani.
Az ezt követő időszakban főleg az utca két végén történtek említésre méltó események, elsősorban építkezések. A déli szakaszon elsőként Pfliegler J. Ferenc, az ipartestület elnökének háza említendő, amely 1893 és 1910 között, több szakaszban épült. A románok ebben az épületben rendezték be főhadiszállásukat 1919-ben. A Kossuth utca 4. alatti rossz állapotú földszintes házak helyén egy bérház épült 1962–63-ban. Nagyjából ebben az időszakban fedték be az utcát keresztező Pece-patakot, aminek az emlékét és nyomvonalát a Patak utca őrzi. Az utca északnyugati sarkán álló Béke éttermet (a Széchenyi utca 3–7. épületeivel együtt) 1975-ben lebontották, a helyükre épült a Pátria-üzletház. Ezzel az Kossuth utca északi szakasza kiszélesedett, amit a közúti forgalom elől lezártak, a Széchenyi utcai sétálóutca része lett, és itt állították fel Varga Éva szobrászművész millecentenáriumi emlékművét. Az északi végen elsőként az 1930 körül épült egyemeletes, egykori református püspöki házat (Kossuth utca 20.) kell említeni. Ezzel szemben, a Kakastemplom szomszédságában épült az 1980-as évek közepén a református egyházkerületi székház. A 15. szám alatti Református Gyermek és Ifjúsági Missziós Központ épülete az ezredfordulón emeletráépítést kapott, és – többek között – azért is érdekes, mert ebben helyezték el Bató Eszter, Bató István lányának emlékszobáját.

## Épületei

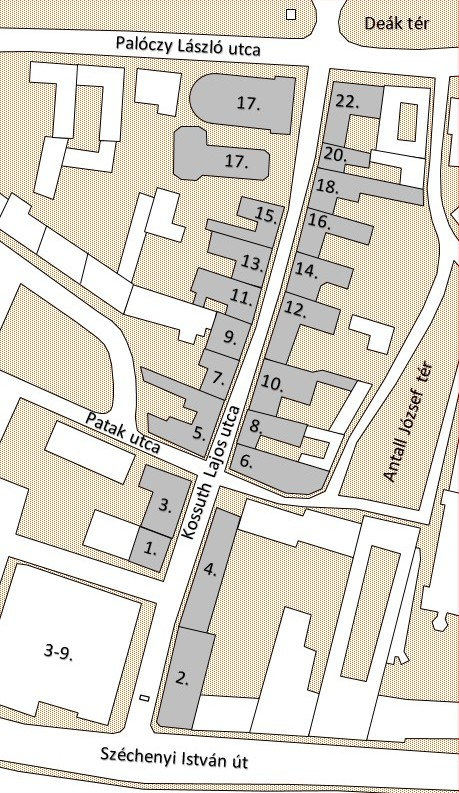
A Kossuth utca vázlatos térképe

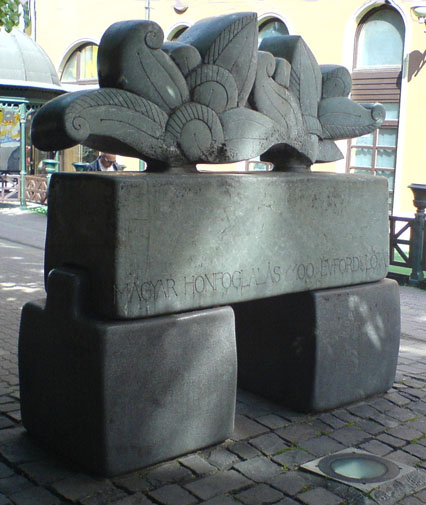
Millecentenáriumi emlékmű

### Nyugati (páratlan) oldal
Pátria-üzletház (Széchenyi utca 3–9.)
A Pátria-üzletházat régi, részben műemlékházak helyére építették az 1970-es évek végén. A Széchenyi és a Kossuth utca sarkán (Széchenyi u. 9.) eredetileg az 1745–1750 között épült, egyemeletes Fekete Sas fogadó állt, később ebben működött a Székelykert vendéglő, amiből 1953-ban Béke étterem lett, az emeleten lakások voltak. A Kossuth utca déli nyitását bővíteni kellett, mert a főutcai részen az utcán csupán egyetlen személyautó fért el (igaz, ezt követően sétálóutca lett ez a szakasz is). Az egykori étterem helyén az utca kis terecskévé szélesedett, itt áll Varga Éva millecentenáriumi emlékműve. A Pátria tömb Kossuth utcai szakaszán, a sarkon, Széchenyi utcai bejárattal egy bérlőt gyakran váltó üzlethelyiség van (a 2010-es években halláscentrum), tőle északra az Impresszó nevű szórakozóhely működik terasszal, majd a Pátria gyógyszertár következik. Az emelet Kossuth utcai oldalán posta, könyvesbolt és lakberendezési bolt üzemel.
A Kereskedelmi Testület egykori székháza (Kossuth utca 1.)
A telken az 1880-as években már működött az utcára három ablakkal néző, Tűzoltóhoz címzett kávéház, 1885-ben ezt Bok János kávéház-tulajdonos bővítette ki, illetve alakította át. A Tűzoltó kávéház főleg a szerényebb jövedelműek és a katonák szórakozóhelye volt, és „kéjhölgyek” is „működtek” itt. Az intézményt 1920 körül megszüntették, és ideköltözött a Miskolci Kereskedelmi Testület. Az épületet végül 1939-ben lebontották, és a helyén építették fel a testület új székházát, Hevesi Lajos tervei alapján. A helyi lapok híradása szerint ez volt az első vasbetonépítésű lakóház a városban. Az épület pincére épült magasföldszintből és két emeletből áll, liftet is beépítettek. A Kereskedelmi Testület a magasföldszintet használta, az emeleteken lakásokat alakítottak ki, ezek bérleti díjából szándékoztak biztosítani az építési költségeket. A század második felében államosították a házat, amely a 2010-es évek óta lakóközösségi tulajdonban van, illetve egy kereskedelmi cég irodái is itt kaptak helyet. A Kossuth utcai rész emeleti homlokzata erősen kiugrik a síkból, két oldalán erkélyeket helyeztek el. A déli oldal – a földszinti szakasz álvakablakai miatt is – kissé „csupasz” látványt nyújt, itt látszik az üvegfalú lépcsőház. Az emeleti szinteken széles erkélyt alakítottak ki.
Pfliegler-ház (Kossuth utca 3.)

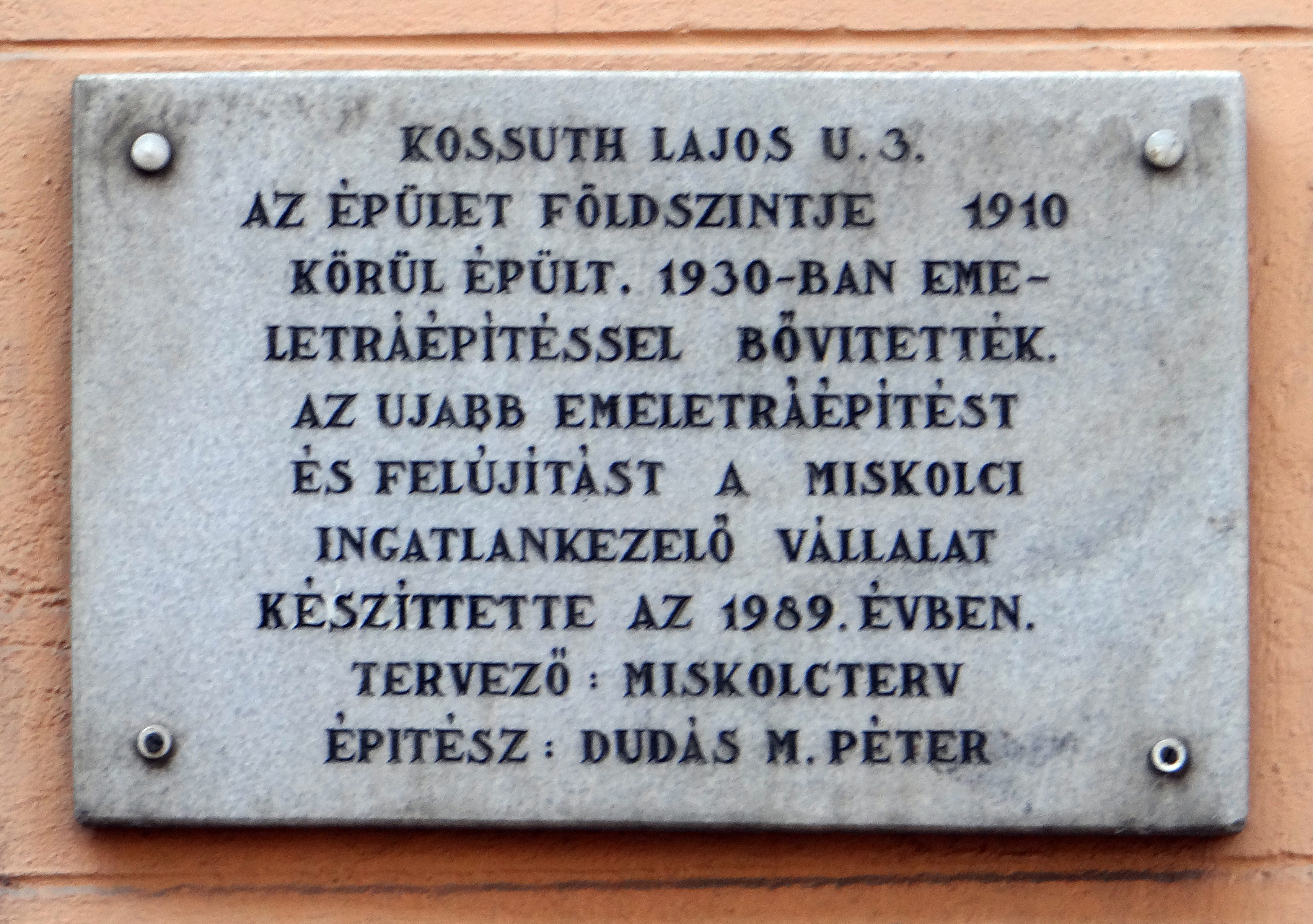
Tábla a Pfliegler-ház falán

Az északi oldalán a Pecére néző telek 1817-ben még beépítetlen volt, a 19. század második felében építettek rá egy földszintes házat, amelyben a város katonai fogdája működött. Az eltelt idő alatt a ház annyira tönkrement, hogy a város eladta. A vevő Pfliegler J. Ferenc, az ipartestület elnöke volt, és a ház homokkő alapjait felhasználva – bábonyi-bérci szőleje árából –, erre építtetett egyemeletes házat. A terveket Stimm Lajos készítette. A ház 1893-ra részben elkészült, lakható volt, sőt Pfliegler Ferenc a III. Országos Ipari Kongresszus prominensei számára egy 85 fős vacsorát adott benne. A ház déli szárnybeépítésére 1910 körül került sor. Az 1919. augusztus 4-én Miskolcra bevonult román megszálló csapatok itt alakították ki főhadiszállásukat, és november 16-áig tartózkodtak a városban. Pfliegler Ferenc 1922-ben bekövetkezett haláláig élt a házban, ezután özv. Lichteinstein Miklósné, majd 1939-től Bartha Izidor és neje tulajdonába került. Az államosítás után a MIK (Miskolci Ingatlankezelő Vállalat) kezelésében volt, majd az 1980-as évek közepén Dudás M. Péter tervei alapján felújították, egyben egy második emeletet is húztak rá. A földszinten az első páros ablakokat követően enyhe kiülésű rizalitban van a ház bejárata. A következő három tengelyben egy-egy ablakpár helyezkedik el, ennek a szakasznak a közepén üzletbejáró van (itt működik a Filharmónia irodája). A szakasz két szélén kváderes sávok vannak. Az első emeletet hangsúlyos osztópárkány választja el, az itteni, szintén páros ablakok félköríves zárást kaptak, a keretelések között a felület vöröstéglás borítású. A második emelet megtartotta a tengelyelrendezést, ablakai egyenes záródásúak. A Patak utcai oldal első tengelyében páros vakablakok vannak, amelyeket két egyes, majd egy páros ablak követ.
Gyika-ház (Kossuth utca 5.)
A Kossuth és a Patak utca sarkán álló, teljes egészében alápincézett ház 1850 körül épülhetett, építtetője a görög származású városi tanácsnok, Gyika Tamás volt. Az elődépületet Gyika Naum, a görög kolónia tudós tanára építtette. A Gyika család a 18. század utolsó harmadától volt jelen a városban, a dinasztia alapítója Gyika Mihály görög kereskedő volt, Naum pedig az ő fia, aki szintén görög családból nősült, Povva (Pova) Máriát vette feleségül. A házasságból a felnőtt életkort Athanáziusz, illetve egy lány érte meg, aki Malagets Ferenc felesége lett. A Gyika család további leszármazottai között teljesedett ki leginkább az asszimiláció, és ennek a családnak maradtak fenn legtovább adatai Miskolc különböző irataiban (könnyen lehet, hogy még ma is élnek a városban leszármazottak). A Kossuth utcán 1+2+k+2+1 tengelyű földszintes ház déli frontja (három távol ülő ablakkal, korábban vakablakokkal) a Pecére (a mai Patak utcára) nézett. 1996–1997-ben felújították, de már korábban is történhettek kisebb-nagyobb beavatkozások. Kapubejárója a Kossuth utcán van, a felújítás előtt kőkeretes, szegmensíves, kerékvetős fakapuja volt, ez a megemelt belső szint miatt lépcsővel ellátott, üvegezett bejárattá alakult. Ablakainak mérete a járda felé megnövekedett, mind egyenes záródású. Az első és az utolsó tengely enyhén kiemelkedő rizalitban helyezkedik el, két oldalán függőlegesen sávozott dupla pilaszterekkel, fölöttük – és a bejárat fölött is – szögletes attikával. A lábazat mészkővel van borítva, itt vannak a pinceablakok, a homlokzat kváderes vakolatot kapott. Átépítése óta egy biztosítócég irodája, a társadalmi egyesületek szövetsége stb. működik benne.
Mukulovszki–Silbiger-ház (Kossuth utca 7.)
A ház neves lakója volt Trangus Illés, Miskolc első orvosa és patikusa. 1734-től lakott a Busa-féle házban, és itt működtette első  gyógyszertárát (később elköltözött a Piac utcára, 1793-ban már ott volt lakása és patikája). A 18. század végén a Gábriel és a Szalai családok osztoztak a telek tulajdonjogán, de 1817-ben már özv. ifj. Mukulovszki Demeterné volt a bejegyzett tulajdonos. Férje 1815-ben hunyt el, ő maga 1837-ben. Az egyemeletes házat ők építették a 210 négyszögöl nagyságú telekre. Az 1880. évi összeírás szerint a görög kereskedő leszármazottai már nem laktak a portán, a 19–20. század fordulóján az Árvay család lakott tulajdonosként a házban. Az 1920-as években újabb tulajdonosváltás történt, Silbiger Ármin neve szerepelt a lakcímjegyzékben, aki 1937-ben épített a házhoz új helyiségeket, és átalakította a kapubejárót is. Ő és felesége a holokauszt áldozatai lettek. Az épület a Miskolci Ingatlankezelő Vállalathoz került. A ma látható emeletráépítés feltehetően az 1960-as években történt, majd az 1980-as években felújították a házat. Az épület eredeti, az 1920-as években még látható art déco-északnémet stílusából nem maradt meg semmi, a mai ház megjelenése ahhoz képest kissé hivalkodónak tűnik. A hármas tagolású homlokzat első tengelyében helyezkedik el az egyenes záródású, fából készült kétszárnyú bejárati kapu, fölötte íves foglalatban hármas osztású ablak van, könyöklőpárkánya alatt neobarokk kötény, oldalain díszvázaidommal koronázott törpe pilaszterekkel. Az zárt erkély mellé még egy puttófigura is került. A második tengelyben a földszinti ablakpár fölött, a nyolcszög három oldalával kialakított zárt erkély, keskeny ablakokkal. A harmadik rész földszintjén szintén két ablak van, fölöttük az első tengelybelihez hasonló, de szélesebb ablak helyezkedik el. Ez a rész tetőbeépítéses, timpanonos zárással.

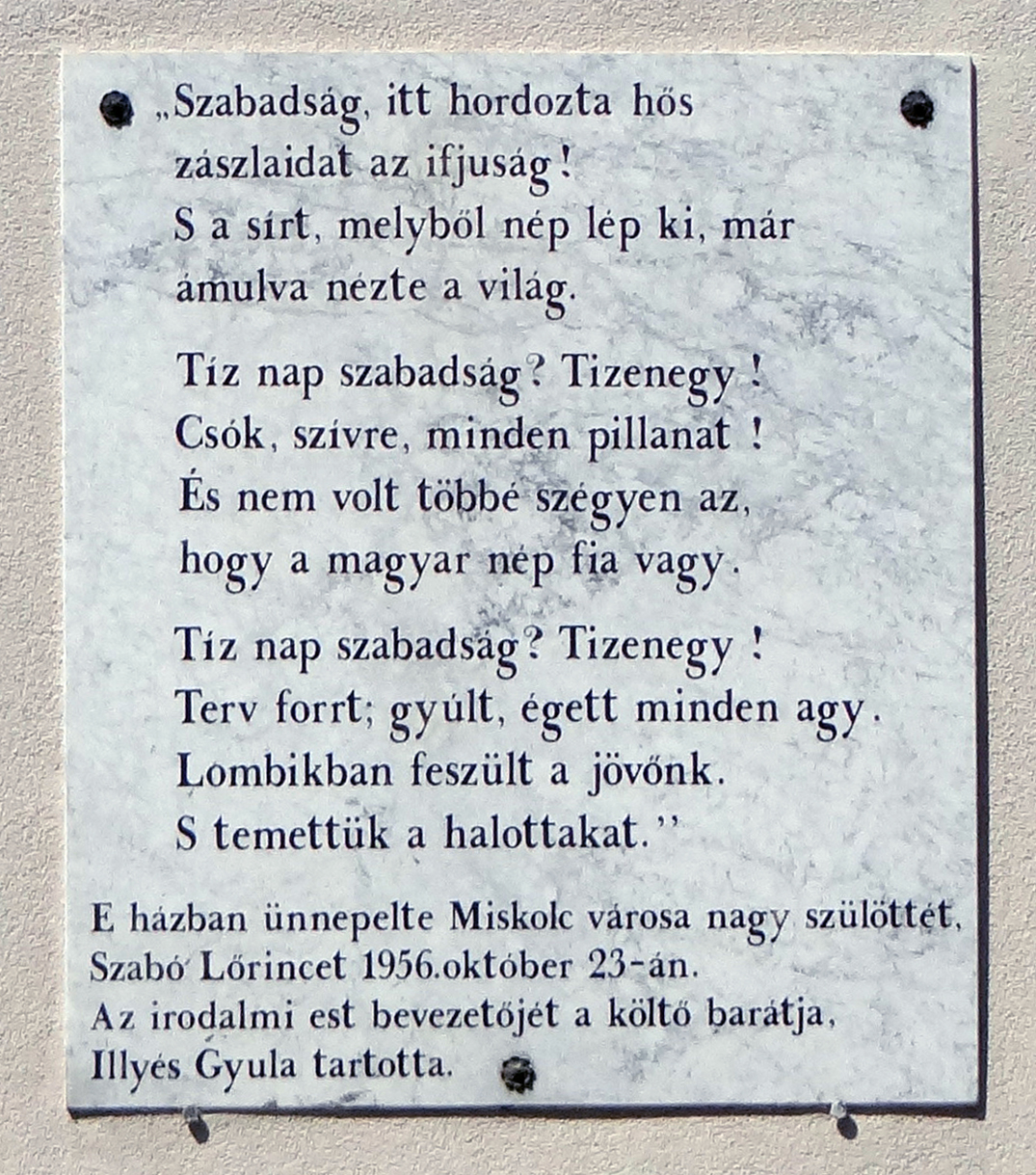
Az 1956. október 23-i Kossuth utcai est emléktáblája a ház falán

Az Ipartestület egykori székháza (Kossuth utca 9–11.)
A két szomszédos telek nagyjából azonos méretű volt (215, illetve 205 négyszögöl). A 18. század végén Gábriel Mátyás és Niska Mihály birtokolta a 9. számú telket, illetve a rajta álló épülete(ke)t. Niska Mihály görög kereskedő az összeírásokban először 1760-ban szerepelt. A 19. század elején már Niska özvegye nevén jegyezték a telket, és a család feltehetően 1825-ben, az ő halálával halt ki. A mai ház a 19. század végén épült, tulajdonosa (és feltehetően építtetője) Schwarcz József volt. A 11. számú telek és ház a 18. században Barkassy András tulajdona, aki háromszor is Miskolc főbírája volt (1756–1762, 1770–1771, 1791–1803). Az 1793-as összeírás már Gerga Ádám görög kereskedőt tünteti fel tulajdonosként. A Gerga család Gerga György révén 1770-ben már miskolci lakos volt, és ettől fogva négy generációjuk nyomát lehet fellelni különböző dokumentumokban. Egyikükről Petőfi Sándor 1847-es miskolci látogatása kapcsán említik: „…a miskolczi fiatalok […] Ebédre az úri kaszinóba vitték, amely akkor az Okolicsányi-féle házban volt. Jó konyhát tartott benne a vendéglős, egy originális ember, kit Spirának neveztek, különben Gerga Spiridon volt a neve”. 1903-ban a Miskolci Ipartestület 2000 koronáért megvásárolta az akkor ortodox egyházi tulajdonban lévő 11. számú házat, székház számára, majd 1920 előtt (más forrás szerint 1934-ben, illetve 1936-ban) megvették a 9. számú házat is. Érdekes adottság, hogy a két épület homlokzati vonala nem egy egyenesbe esik, kis, de jól látható törés van benne. Egységesítő átépítésükre a tervet Stimm Lajos és Block Alfréd készítette el 1933-ban, és az új székház ünnepélyes átadására 1937. szeptember 19-én került sor. Az Ipartestület 1948-ban szűnt meg. A 9. számú ház földszintes, k+3 elrendezésű, csakúgy, mint a szomszédos, ám egyemeletes ház. Mindkettőnek kosáríves, kőkeretes kapuja van, szép kovácsoltvas kapuzattal. A földszintes ház tetőszerkezetét egy megemelt mellvéd takarja, ezzel, valamint a közös osztópárkánnyal és a színezéssel is igyekeztek a szomszéd házhoz igazítani. A homlokzat kiképzése egyszerű, dísztelen, az ablakok egyenes záródásúak, keretelés nélküliek. A 11. számú házban tartották 1956. október 23-án, a forradalom kitörése napján Szabó Lőrinc költői estjét, amelyre tábla emlékeztet az épület falán. Az 1960-as évek elejéig (a SZOT székház Mindszent téri felépítéséig) a Szakszervezetek Megyei Tanácsának székháza volt. 1970-től a Kossuth Művelődési Ház is működött benne, de volt a Kamaraszínház, a Hazafias Népfront, a Mini Galéria, a Vöröskereszt otthona is. A 11. szám alatt, az udvarról nyílva működik a Csodamalom Bábszínház. 1984-ben, majd 2017-ben felújították az épületeket.
A Herman Ottó Múzeum ásványtára (Kossuth utca 13.)
A 230 négyszögöl nagyságú telken a 18. század első felében Barkassy András főbíró háza állt, amit Olaszi György szikszói görög kereskedőnek adott el. Az 1817-es összeíráskor Jakumi János görög kereskedő lakott itt a családjával, majd kincstári kezelésbe került. A 20. század elején a város a telket a Miskolci Bányabiztosság székháza számára ajánlotta fel, a tervek is elkészültek, de a Trianon utáni területi változások miatt bányakapitánysággá átszervezett hivatal számára már nem volt megfelelő az itteni elhelyezés. A telken végül 1927-ben egyemeletes római katolikus elemi iskolát építettek, a klebelsbergi iskolareform keretében. A 20. század második felének elején az iskolát államosították, és VIII. számú általános iskolaként működött tovább az 1960-as évekig. Ezt követően a Miskolci Képtár költözött az épületbe, ami 1974-ben a Herman Ottó Múzeum része és kiállítóhelye lett. Először itt helyezték el Kondor Béla emlékkiállítását is, ami később a Petró-házba, majd a Miskolci Galéria főépületébe került. Az 1980-as években ide költözött a múzeum ásványtára. Az épület 1+1+3+1 tengelyű, bejárata az első tengelyben helyezkedik el, háromosztatú fakapuja van, fölötte akantuszos törpekonzolokon egyenes záródású párkány ül, az emeleti szinten pedig félköríves lezárású ablak helyezkedik el (a ház többi ablaka mind egyenes záródású). Az egyemeletes ház egykor kiemelkedett földszintes szomszédai közül, ezért később ehhez igazították az Ipartestület székházának méreteit. A kapu melletti homlokzati rész szimmetrikus elrendezésű, a középső, enyhén kiugró középrizalitban keskeny és magas ablakokkal. A középrizalit két oldalán sokosztású, vakolatkeretes ablakok vannak mindkét szinten, az emeletiek fölött a kapu díszét ismétlő ornamentikával, parapetjükön sugaras tárcsamotívumokkal. A középen emelt magasságú lábazat pinceablakoknak ad helyet. A múzeumi részlegen kívül ökológiai, környezetvédelmi szervezetek is működnek az épületben.
Református Gyermek és Ifjúsági Missziós Központ (Kossuth utca 15.)

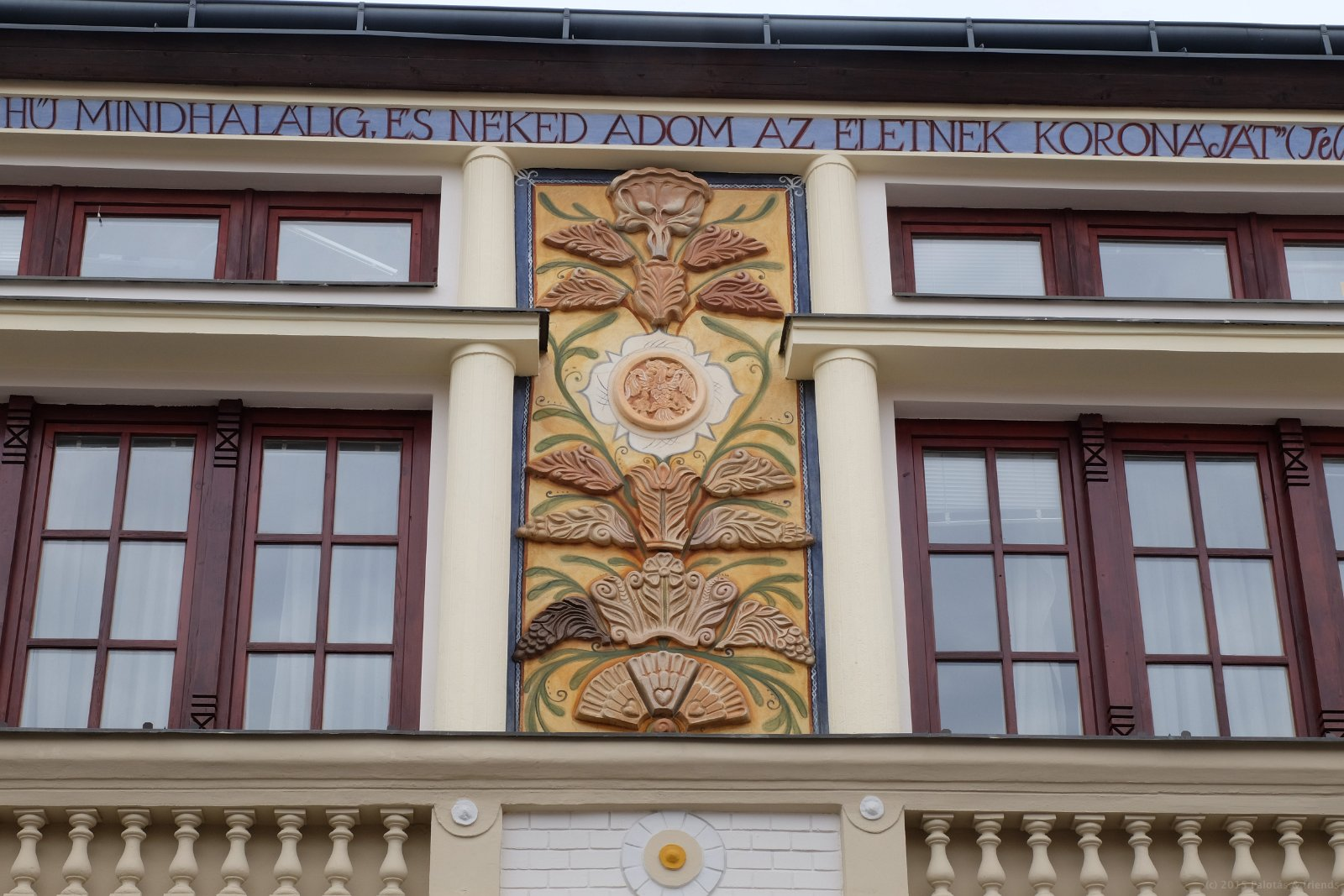
Kerámia dombormű az épületen

A 18. század közepén Gábriel György volt Miskolc város főbírája, és a szóban forgó, 214 négyszögöles, nemesi birtoktest részét képviselő telek és ház az ő tulajdona volt. 1783-ban lányának ajándékozta az ingatlant: „azon Fundusomat, melly vagyon … a Czikó utcában, … által adtam Nemzetes Gábriel Anna Leányomnak … Oroszlánosy Tőrős Tamás Uram házas társának és maradékainak…”. A nagy miskolci tűzvész után vagyunk két évvel, így nem csoda, hogy Tőrös Tamás még abban az évben új épületet építtetett a régi helyén. A tervező és kivitelező a Miskolcon megtelepedett Scheidler János Mihály volt, az ácsmunkákat Josef Oppenrieder végezte. Az építkezés után az új házban 1790-ben már nem a Tőrös család lakott. 1896-ban Koch Károly tervei alapján kialakult a mai homlokzat, de a telek belső részein is történtek átalakítások. Ekkor négy család lakott a telek építményeiben. A 20. század első felében az Újhelyi család lakta a házat, és bizonyos bővítéseket is végrehajtott. A második világháború után a MIK (Miskolci Ingatlankezelő Vállalat) kezelésébe került, végül az 1990-es évek végén a református egyház vásárolta meg. Gyermeksegítő központot kívántak létrehozni, és a házat ennek megfelelően emelettel bővíttették, a belső részeket átépítették és felújították. A terveket Rudolf Mihály készítette, és a munkálatok 2003-ban fejeződtek be. A házban működik a Missziós Központ, a Nyilas Misi Alapítvány, egy könyvesbolt, és itt helyezték el, illetve rendezték be Bató Eszter emlékszobáját. Bató István fiatalon elhunyt lányának lakószobáját Bató végrendeletének 23. pontja szerint örökre le kellett zárni, de a házat a Corvin és a Szentpáli utcák összekapcsolása miatt 1974-ben le kellett bontani. Az 1+1+2+1 tengelyes ház homlokzata erősen mozgalmasra sikeredett az 1896-os átalakítás során, és ez a legutóbbi felújítás során is megmaradt. Hangsúlyos kváderezés a lábazatban, az ablakok keretelésében, a két szélső rizalitban vakolatarmírozással és az ablakok fölött erősen kiemelkedő timpanonnal, a kapu és a kettős ablak fölött egyenes szemöldökpárkánnyal. A bejárat és a páros ablakok fölött, az attikában törpebaluszterek sora áll, a széleken pedig szarkofágformára emlékeztető törpemellvédek vannak, amik az emeletráépítés után is megmaradtak. A földszinti szabad falfelületek téglaborítást kaptak, az emeletiek vakoltak. Az emelet tengelyelrendezése ötletesen követi a földszintét, középen, az ablakok közét pedig szép kerámiadísszel töltötték ki.
Református egyházkerületi székház (Kossuth utca 17.)
A telken a szomszédos református templommal egy időben épült a lelkészlak. A ház a telek északkeleti oldalán helyezkedett el, keskenyebb oldalával az utcafrontra épült, és hat ablaka közvetlenül a templomra nézett. Nyolc szobája volt, emellett különböző mellékhelyiségek is voltak benne, a déli oldalon pedig végig tornáccal rendelkezett. Az 1970-es évek végén az egyház új épület, egy székház emelését határozta el. A műemlékházat lebontották, a telek új helyén építették fel a Tiszáninneni Református Egyházkerület székházát, a tervező Filippinyi Gábor volt. A komplexum az 1980-as évek közepére készült el, a 2000-es évek elején felújították. Az épület helyet biztosít egy 200 fős gyülekezeti teremnek, a lelkészi hivatalnak, a püspöki hivatalnak, könyvtárnak, tárgyalóteremnek, vendégszobáknak és néhány lakásnak. Az építmény alapterülete közel 450 négyzetméter, az utcafrontról nyugati irányban hátravonva, magas fenyők mögött, a templomtól pedig 6,2 méter távolságra helyezkedik el.
Belvárosi református („Kakas"-) templom (Kossuth utca 17.)
Klasszicizáló késő barokk stílusú egyhajós, egytornyú templom. Jellegzetessége a több magasságban is megjelenő obeliszkdíszítés. „Kakas” melléknevét a toronydíszként szereplő kakasról nyerte. Főbejárata a keleti főhomlokzatán nyílik, ezen kívül az északi és a nyugati oldalon is van egy-egy bejárata. A templom leghíresebb harangja az 5368 fontos (3006,08 kg tömegű) Eszter-harang, amely egyben a város és a megye legnagyobb harangja is. A nevezetes darab Bató István, a gazdag helyi kereskedő lánya, Bató Eszter emlékére készült, amit a leány halála évfordulóján azóta minden évben megszólaltatnak. A templom építése 1786-ban kezdődött el Rábel Károly tervei szerint, de a munkálatok több mint húsz évig tartottak, így csak 1808-ban szentelték fel, egyelőre harangtorony nélkül. Orgonája 1821-re készült el. Az 1843-as miskolci tűzvészben a tetőzet és az orgona megsemmisült. A rendbehozatal során vetődött fel a torony megépítésének gondolata, ami 1864-re készült el, tervezője Wieser Ferenc volt. A templomot 2010-ben felújították.

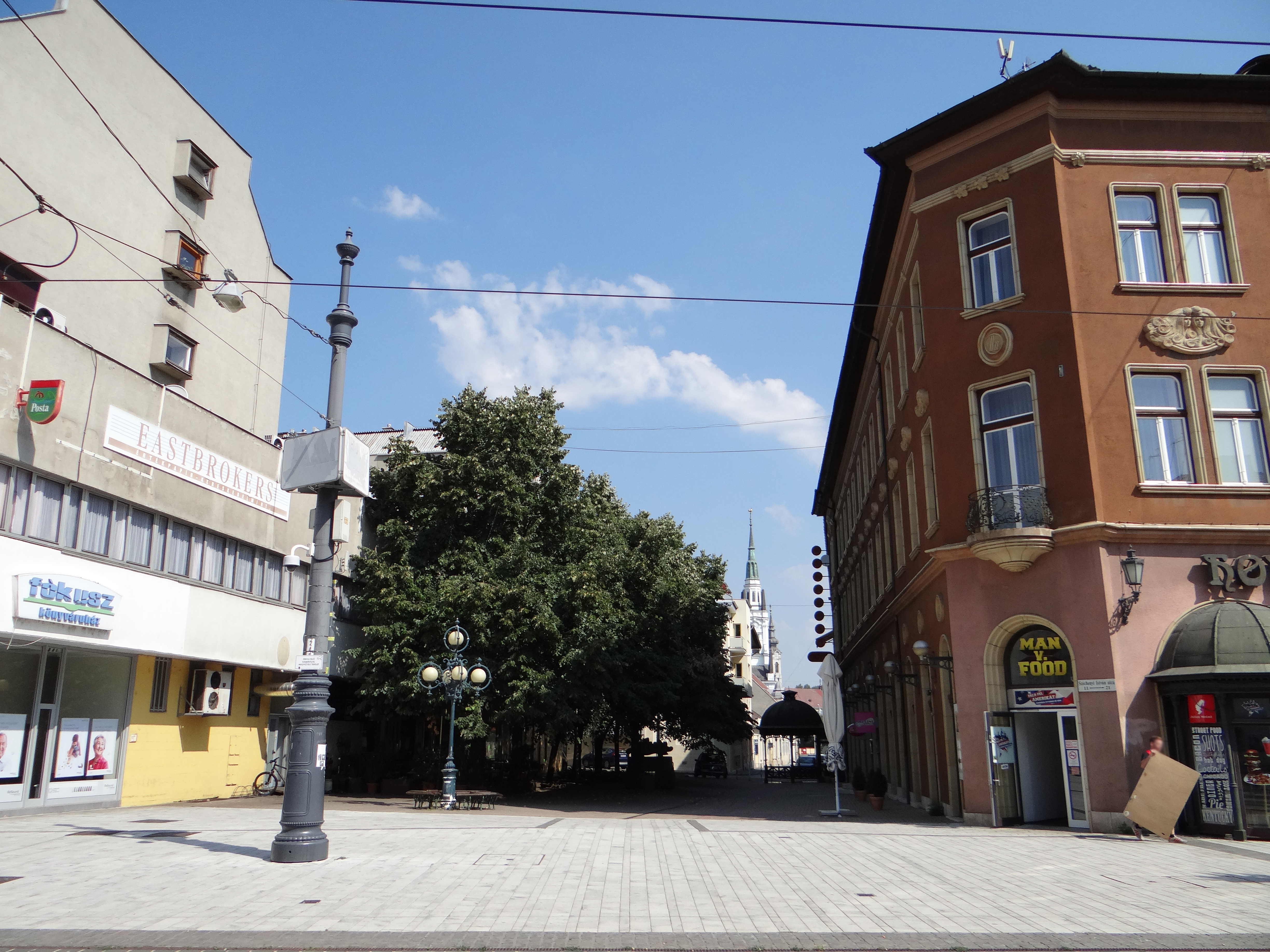
A Kossuth utca Széchenyi úti nyitása
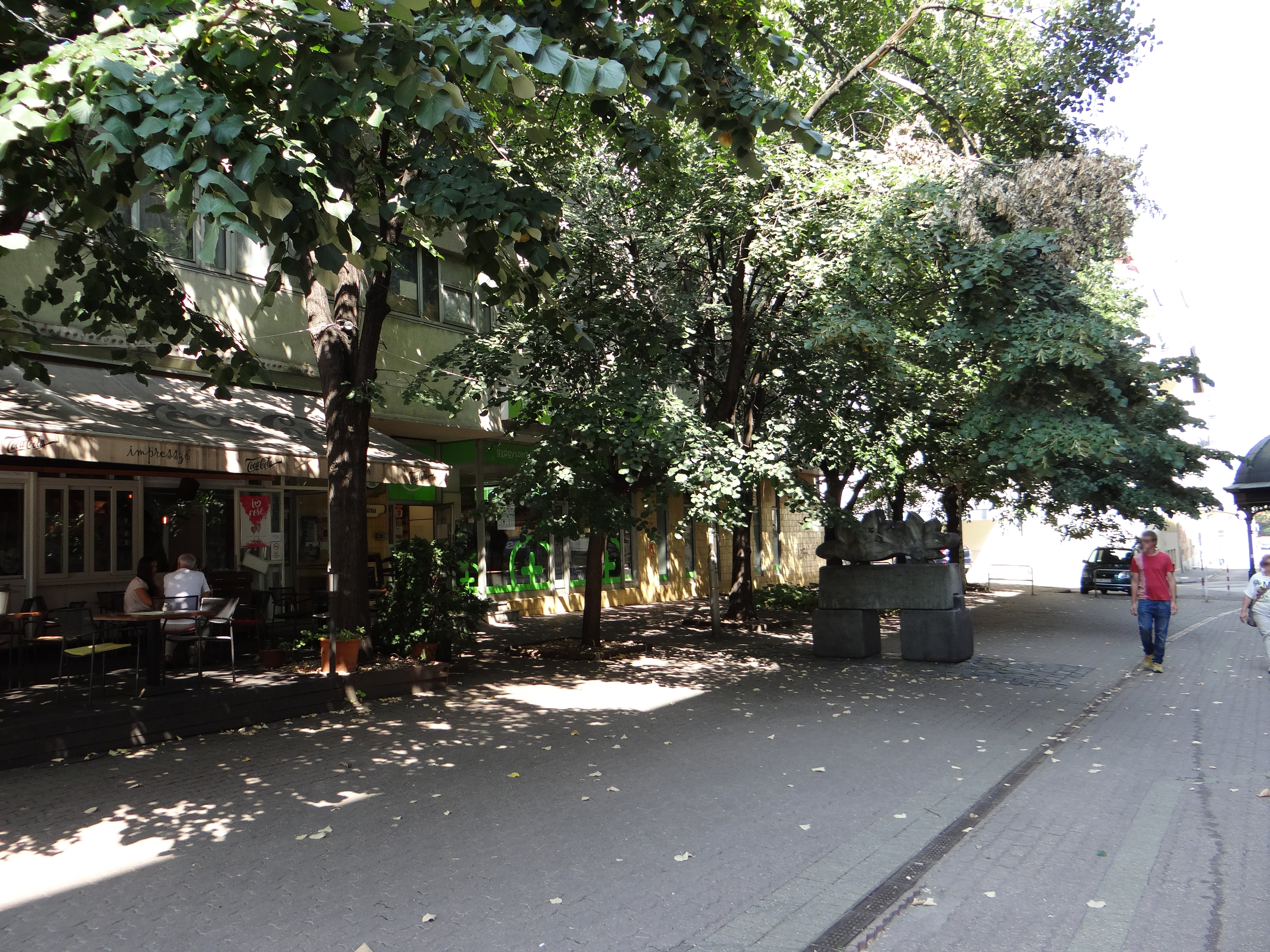
A Pátria-tömb Kossuth utcai oldala (Széchenyi utca 3–9.)
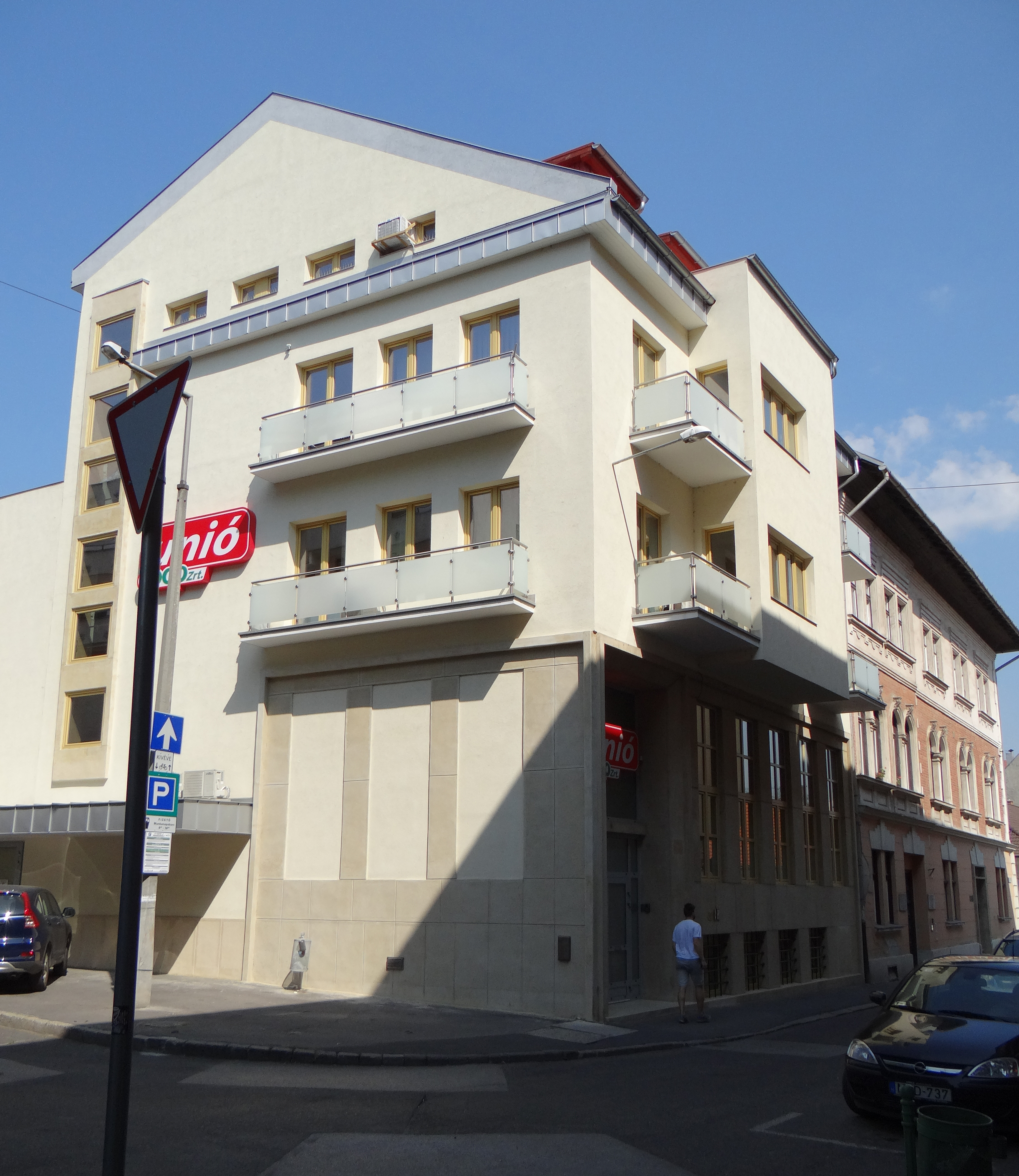
A Kereskedelmi Testület egykori székháza (Kossuth utca 1.)
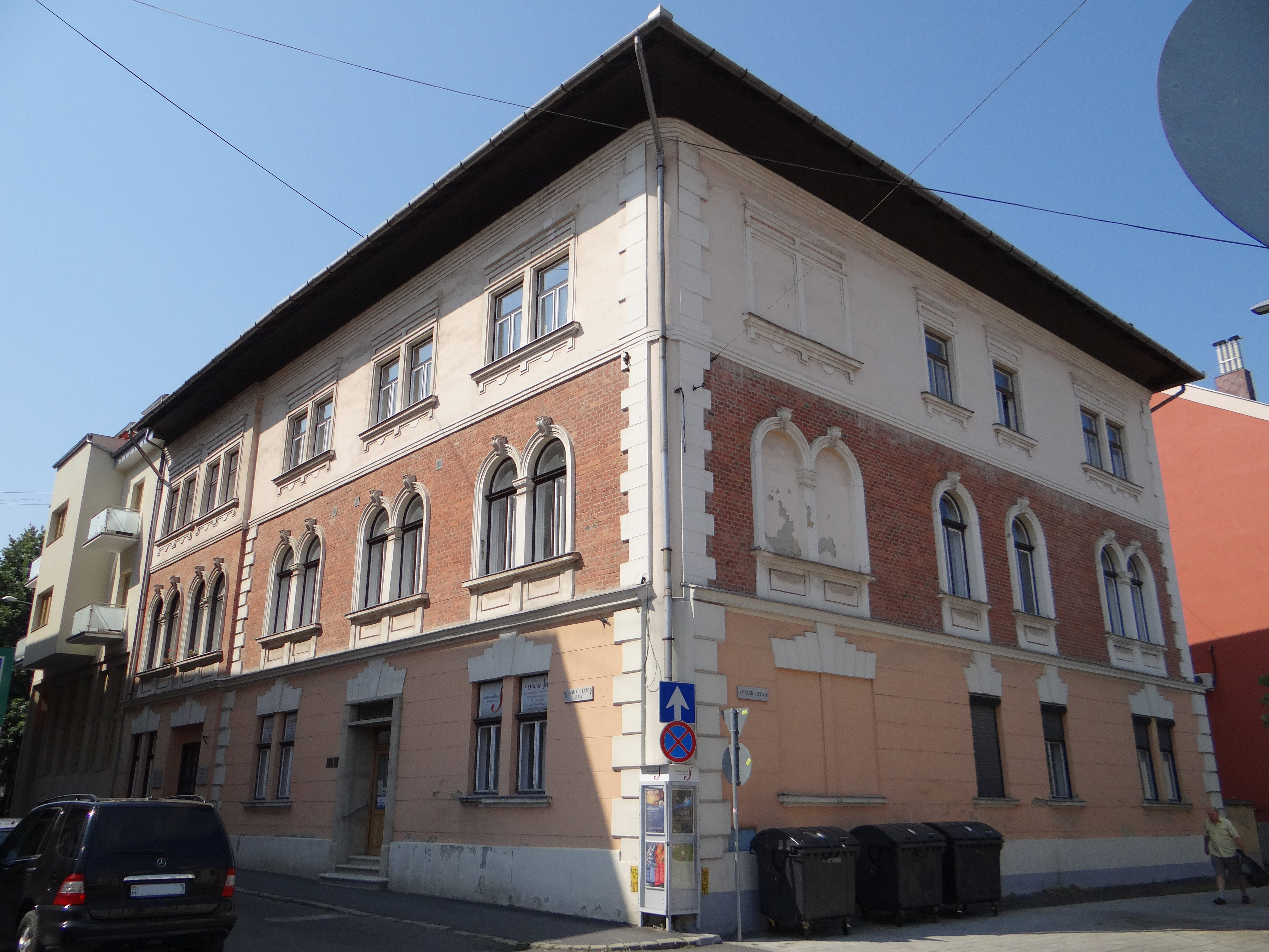
Pfliegler-ház (Kossuth utca 3.)
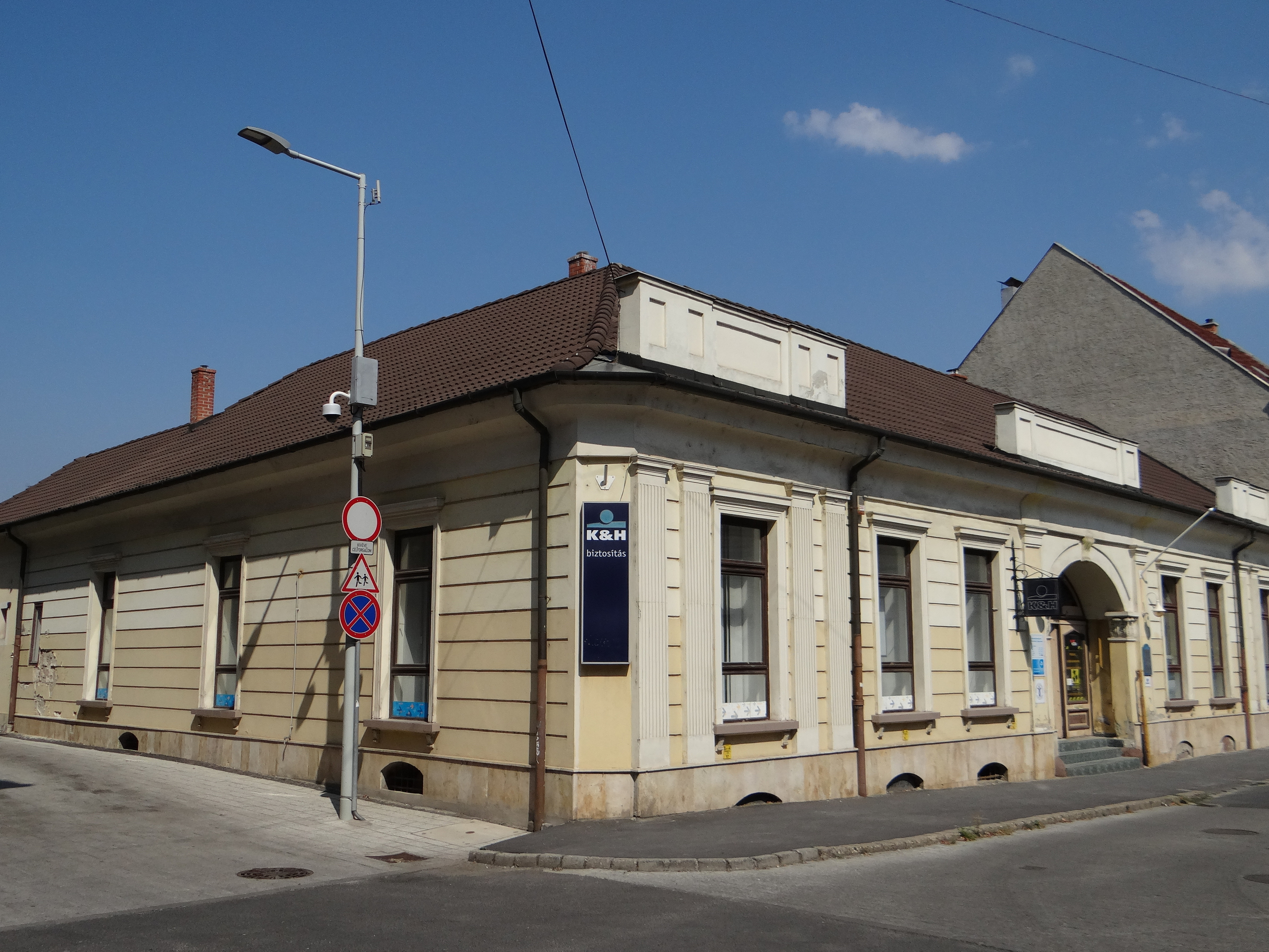
Gyika-ház (Kossuth utca 5.)
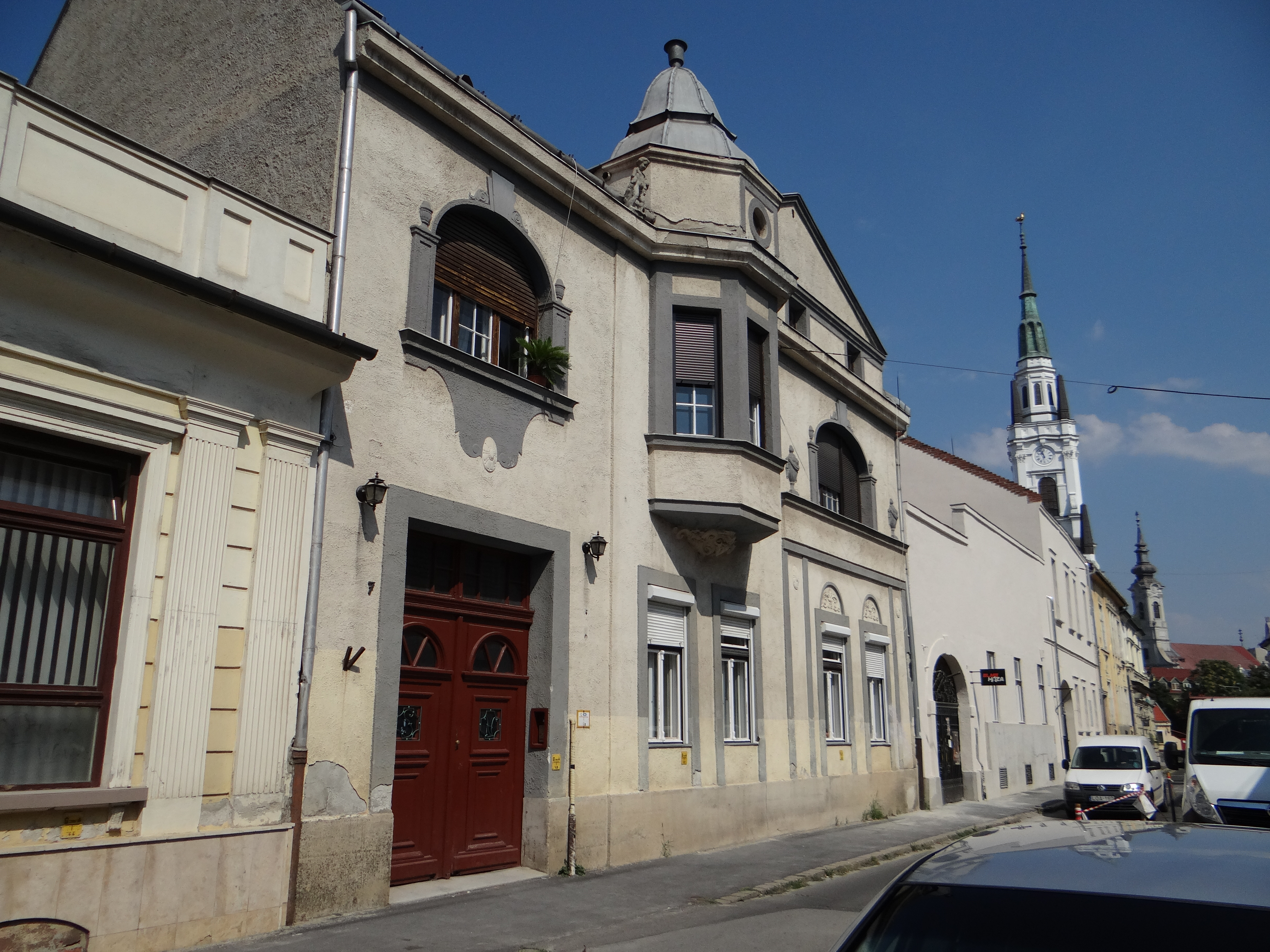
Mukulovszki-Silbiger-ház (Kossuth utca 7.)
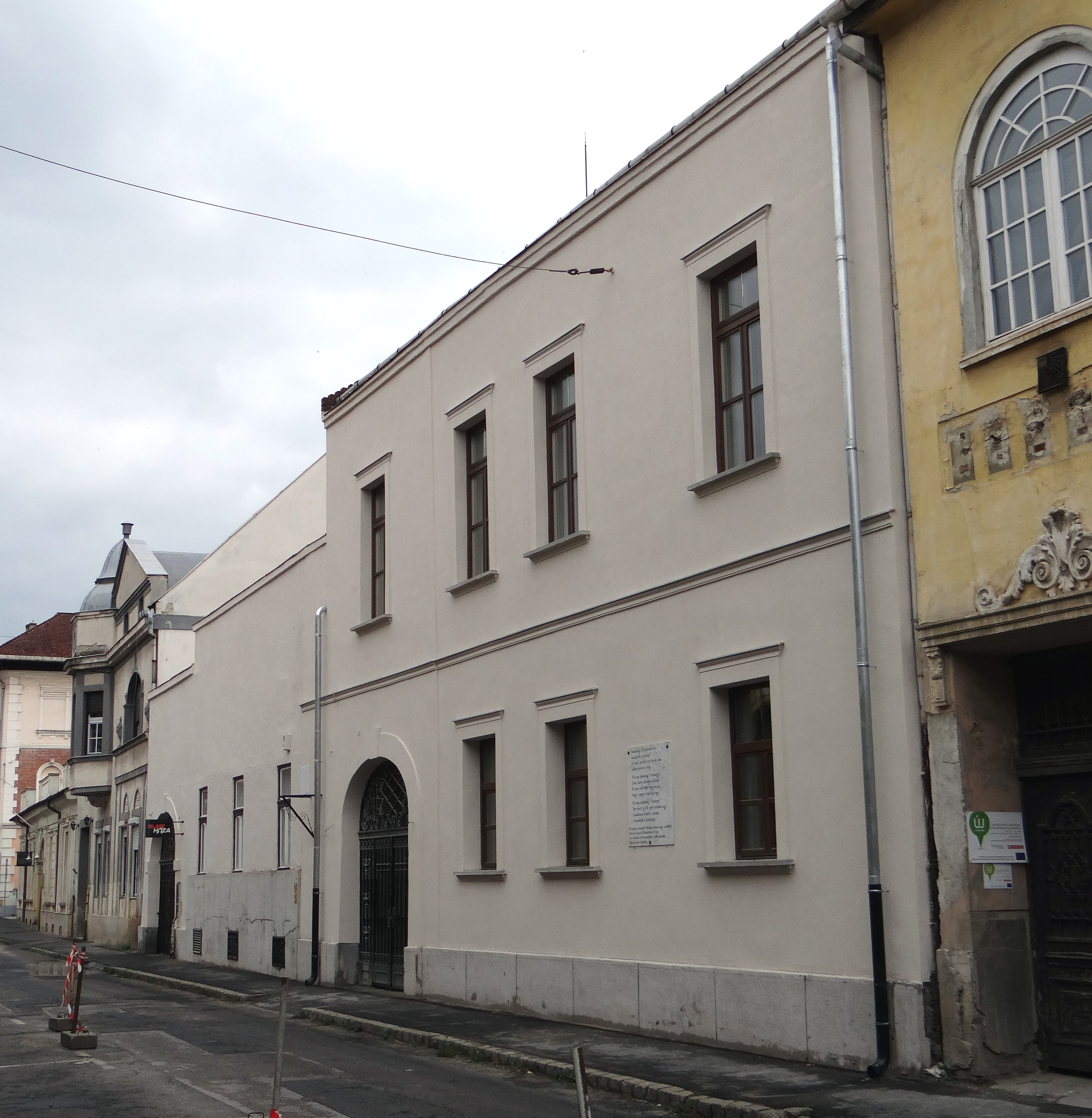
Ipartestületi székház (Kossuth utca 9-11.)
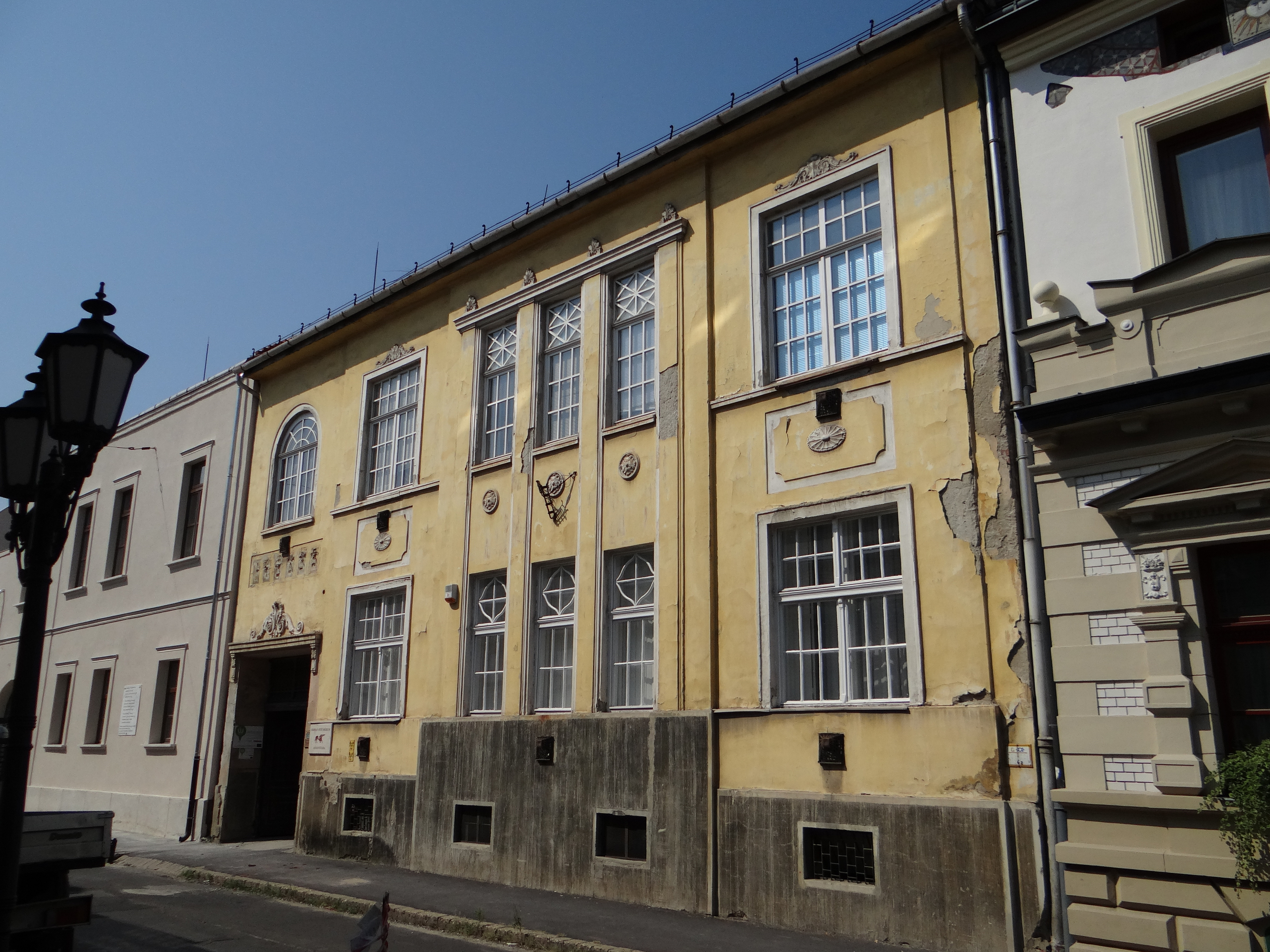
A Herman Ottó Múzeum ásványtára (Kossuth utca 13.)
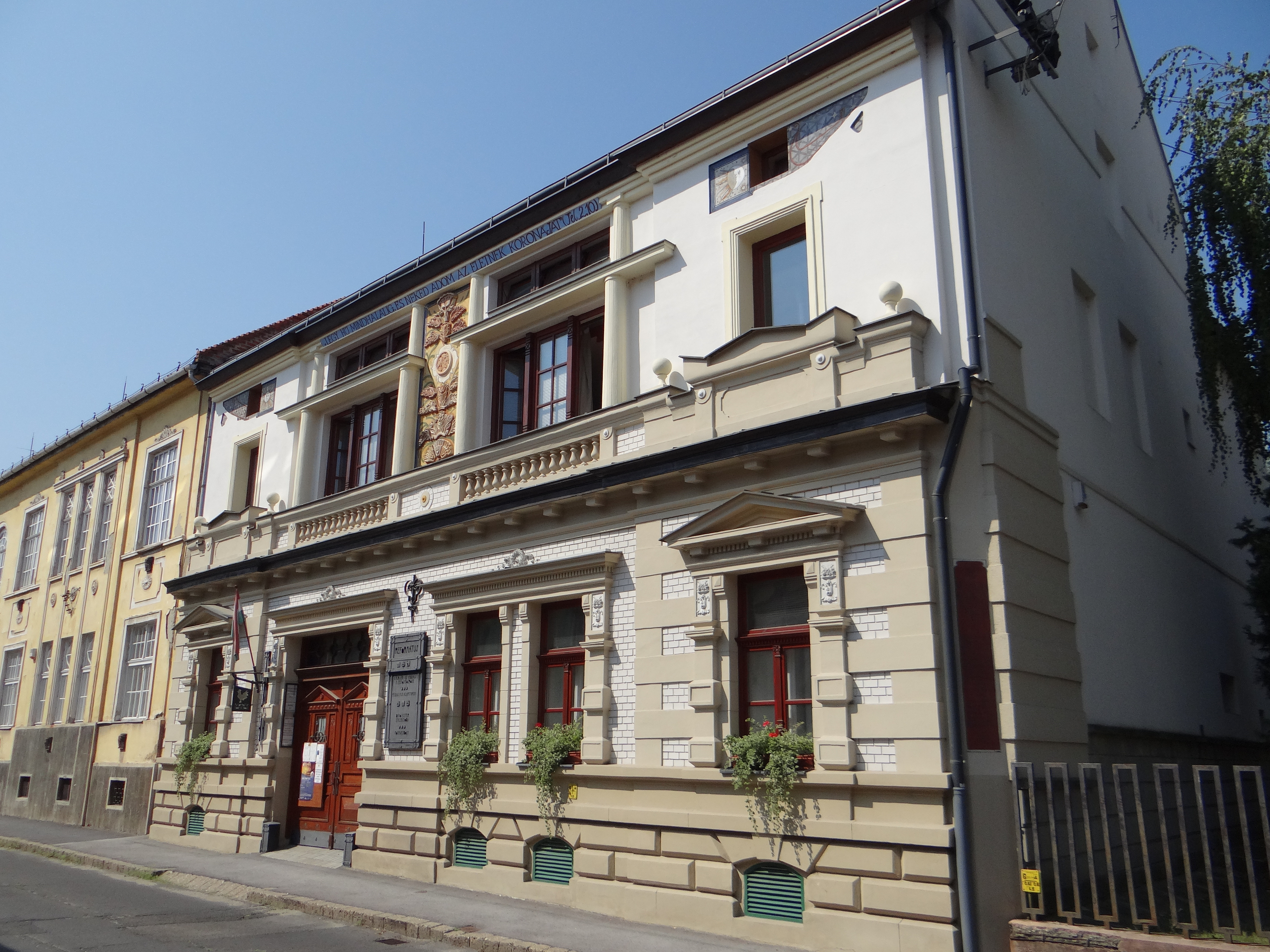
Református Gyermek Missziós Központ (Kossuth utca 15.)
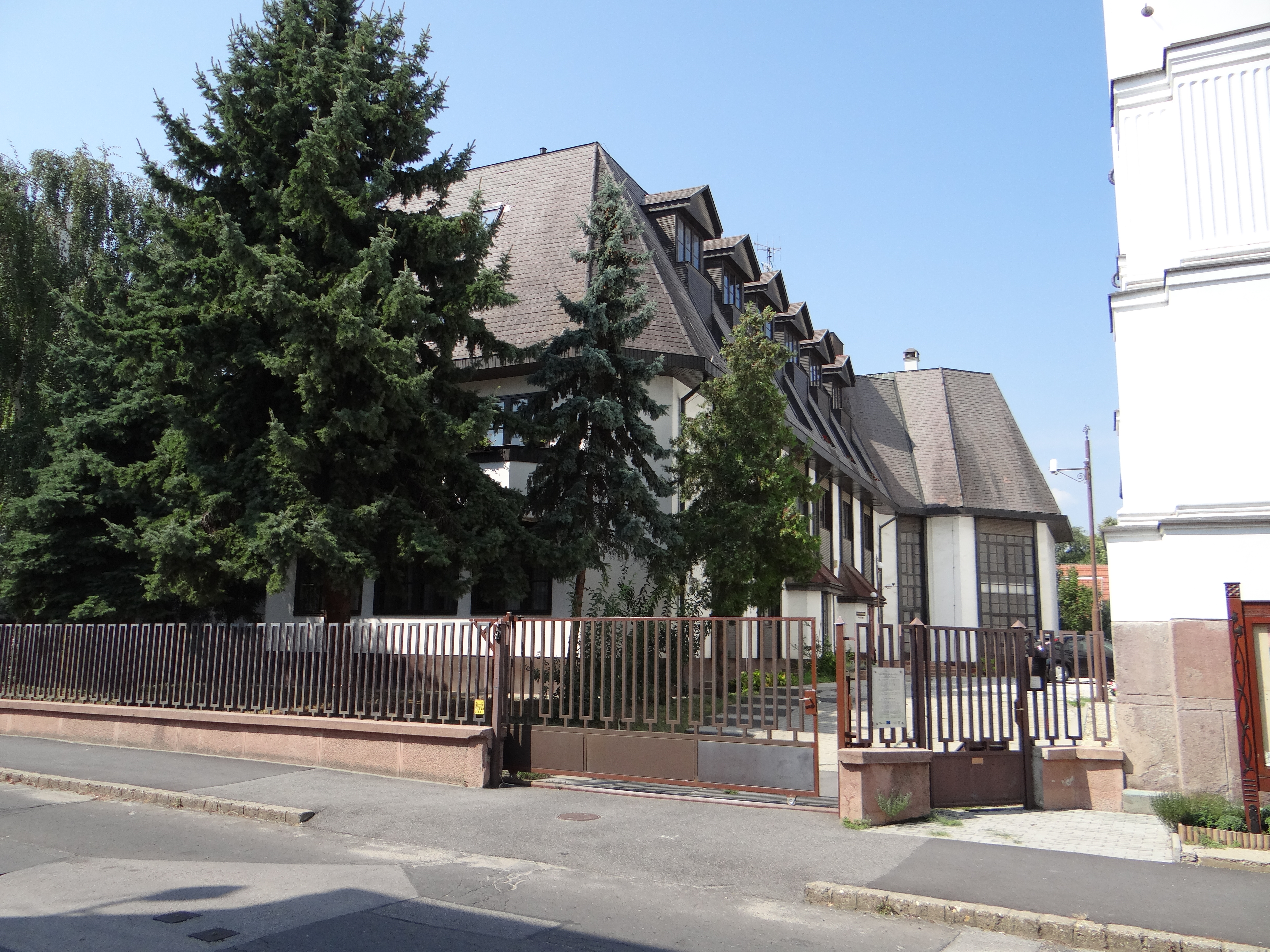
Egyházkerületi székház (Kossuth utca 17.)
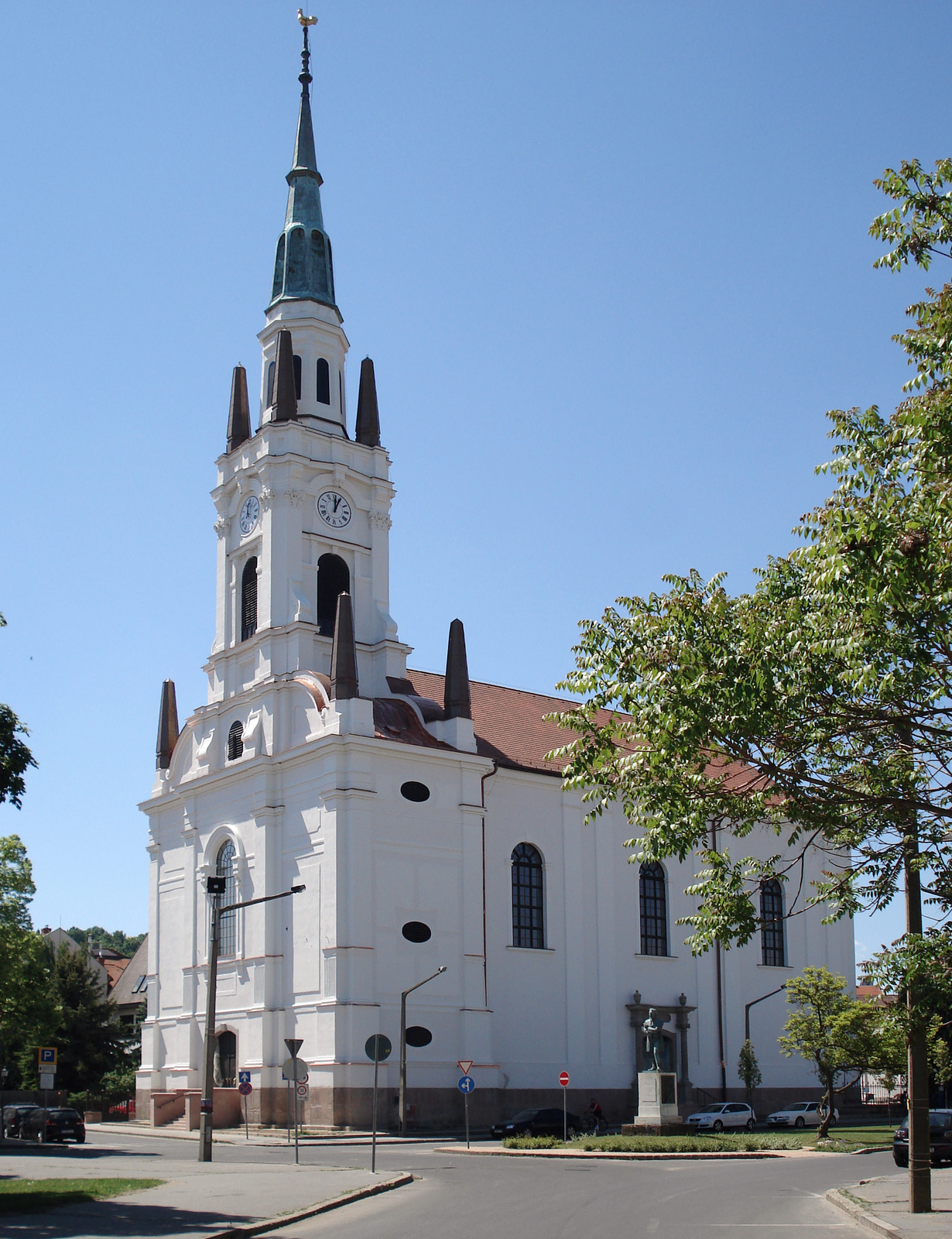
Református templom (Kossuth utca 17.)

### Keleti (páros) oldal
Pannónia szálló (Kossuth utca 2., 6.)
A szálloda helyén régen a tapolcai apátság kúriája állt, a tapolcai építmény 1533-as lerombolása után az ottani bencés szerzetesek költöztek ide. Vendégfogadóként és az apátsági birtokok terményeinek elárusítóhelyeként is működött, így ez lehetett a város egyik legrégebbi kereskedőháza és fogadója, de korcsma és mészárszék is volt benne. 1736-ban már görög kereskedők kezén volt, majd zsidó kereskedők, végül a város tulajdonába került. A Pannónia szállodát a 19. század végén építették fel a telken, az építész-tulajdonos Blau Gyula volt. A szállodát 1949-ben államosították; az emeletén kezdetben tiszti szálló volt, a földszinten pedig Állami Áruházat alakítottak ki (ez volt a „pincés állami”). A szállodai rész 1961-ben nyílt meg újra. A 2000-es évek elején olasz tulajdonban lévő háromcsillagos szálloda külsejében is szépen megújult, benne 34 szoba, az apartmanházban hét apartman található, és a szépen felújított, a sarkon bejáratot kapott 6. szám alatti épületben külön konferencia-, illetve rendezvényteremmel rendelkezik.
Bérház (Kossuth utca 4.)
A telken görög kereskedőházak álltak, az 1817. évi feljegyzés szerint Jannovics Chiria és Malagets Evretosz volt a tulajdonosa az egymással szomszédos telkeknek. A 19. század végén a földszintes házban Patzauer Samu pékmester műhelye és lakása volt, majd az 1930-as években Eisner Oszkár, az 1940-es években Windt Herman lakott a házban. A mai bérház 1962–63-ban épült, a kor stílusában. A földszintjén üzlethelyiségeket alakítottak ki, és itt van a belső udvarra nyíló átjáró is.
Prókátori ház (Kossuth utca 8.)
Az 1770-től ismert Malagyeciai (későbbi Malagets) görög kereskedőcsalád birtokában volt a telek, illetve a rajta álló ház. Malagets Naum a görög közösség prókátora, Gyika Naum, a miskolci görög iskola professzorának veje volt, akinek 1841-ben bekövetkezett halála a család kihalását jelentette Miskolcon. 1910-től Klein Ignác orvos lett az épület tulajdonosa, használója. Klein doktor a deportálás előtt meghalt, a felesége azonban a holokauszt áldozata lett. A házat a háború után államosították, azután a Miskolci Ingatlankezelő Vállalat (MIK) kezelésébe került. Szolid igényű, 2+2+k tengelyű földszintes épület, ablakai fölött összevont, profilált szemöldökpárkányok helyezkednek el. Kapuja szegmensíves záródású, a kapu és az ablak közötti mezőket lizénapárok osztják. Az épület eredeti megjelenését lábazata és a kapu kerékvetői, valamint a kapuszárnyak klasszicizáló kialakítása őrzi.
Tiszttartói ház (Kossuth utca 10.)
Az 1817. évi földkönyv szerint a telek, illetve a ház tulajdonosa Mukulovszki Demeter görög kereskedő volt, de az 1832–33-ban, a diósgyőri koronauradalom által végzett összeíráskor már az uradalom tiszttartója lakott benne. A jelentés szerint a ház „a Piac utcához kapcsolódó Czikó utcában található, az uradalmi mérnök lakásához közel, a 2637. telekszám alatt. Ez is jó anyagból, szolidan megépített, jó karban lévő, zsindely tetős épület”. A ház 1843-ban leégett (ez a tűzvész tulajdonképpen az egész utcát érintette), ezután újjáépítették, de csak a külső díszei változtak. 1855 és 1929 között ebben a házban élt Tarnay Gyula, aki 1913–1917 között, valamint 1919-ben Miskolc főispánja volt. A szépen felújított ház földszintes, 4+k tengelyes, a két szélső ablak iker elrendezésű. A tengelyeket lizénák választják el, ablakai fölött profilált szemöldökpárkányok vannak. Kapubejárója csehsüvegboltozatos, udvarában Z alakú tornác található.
Pompéry-ház (Kossuth utca 12.)
A ház 1+3+1+k+1+2 tengelyes elrendezésű. Kapuja rizalitban kiemelkedik a gazdagon kváderezett homlokzat síkjából, félköríves záródású. Ajtószárnyai fából készültek, és fölül üveges bevilágítóval rendelkezik. Valamennyi ablaka félköríves záródású. A déli szárny két szélső, az északi szárny három középső ablaka rizalitban helyezkedik el. A déli szakasz alá van pincézve, erre utalnak a műkőkeretbe foglalt, téglalap alakú ablakok. Az északi szárny tetőtér-beépítéses. Az utca keleti oldalán ez a legnagyobb területű és legszélesebb (334 négyszögöl és közel 20 méter) telek. Az épület mai képe szerint valószínű, hogy az ősépítmény csak a déli szárnyon terült el, és csak a 20. század eleji, Molnár Gyula orvos nevéhez fűződő beépítés során nyerte el mai, teljes utcafronti szélességét. A házat az 1770-ben Miskolcra települt görög kereskedő Pompéri (Pamperisz, Pampel) János borkereskedő építtette 1778–79-ben. A 19. század elején készült földkönyvi összeírás szerint akkor az ő azonos nevű unokája és családja lakta az épületet. Pompéry János magyar nemességet szerzett, és a Magyar Tudományos Akadémia levelező tagja lett.
Reidinger-ház (Kossuth utca 14.)
A 19. század elején a 207 négyszögöl nagyságú telken özv. Olaszi Tamásné és Peszkár Antal lakott, mindketten korábbi gazdag görög kereskedők elszegényedett utódai voltak. A telken az 1843. évi tűzvész, illetve az 1878-as árvíz után valószínűleg történtek változások, végül 1901-ben Reidinger Béla vendéglős, a Korona szálló bérlője kért bontási, illetve építési engedélyt a területre. A bontási dokumentáció szerint a telek északi oldalán keskeny, földszintes épület állt, benne tíz helyiséggel, udvari részén pedig előszoba, konyha és abból nyíló újabb három szoba volt. Az új beépítés terveinek készítője Stimm Lajos volt. A telek szélessége az utcai fronton 16 méter, amit az 1+4+k elrendezésű épület teljes egészében elfoglal. Az utcai frontra csoportosították a lakóhelyiségek nagy részét, az udvari részen verandát és oszlopos tornácot alakítottak ki, a hátsó részen pedig a kiszolgáló helyiségeket, cselédszobát. Az épület két szélső tengelye rizalitos, ennek ablaka íves, a közbülső négy timpanonos szemöldökpárkányt kapott, egyébként mind egyenes záródású. A homlokzat klinkertégla felületét az ablakok keretelése és kváderes lizénák oldják. A koronázópárkány alatti részben a kapu fölött, illetve a rizalitokban hangulatos maszkos-puttós-füzéres vakolatdíszítés látható.
Tomka–Hosszúfalussy-ház (Kossuth utca 16.)
Földszintes, négytengelyes lakóház, valószínűleg a 18–19. század fordulóján épült. Az eredeti állapotot egyértelműen őrző bejárati kapuja a harmadik tengelyben van, köríves lezárású, kerékvetője is van. Ablakai (a második iker kivitelű) erőteljes keretelést kaptak, egyenes lezárásúak, fölöttük kagylómotívummal díszített timpanonok vannak. A homlokzatot öt pilaszter osztja. A koronázópárkány alatti frízszerű sorban négy szellőzőnyílást helyeztek el. Az 1817. évi összeíráskor az ingatlan 245 négyszögöl nagyságú volt. Az eltelt évszázadokban sok tulajdonosváltás történt a házban. A 18. század végén a református vallású tomkaházi Tomka család élt itt, közülük Tomka Miklós a város főbírája volt. Valószínű, hogy velük egy időben a ház egyik szárnyában a görög kereskedő Kapmari (Kapmore, Kapmájer, Kabomere) család élt, első Miskolcon megtelepedett tagjuk Kapmari Georgiusz volt. Tomkáék után Tőrös Tamás lett a tulajdonos, utána talán a görög kereskedőcsalád, de biztos források nincsenek ebből az időszakból. A 20. században a Sisáry, a Kocsán, a Hosszúfalussy és a Kóczán család is birtokolta a házat, közülük családtörténeti szempontból a Hosszúfalussy család emelendő ki, mert volt közöttük városi főbíró, közgazdász és festőművész is.
Hesz–Orczy-ház (Kossuth utca 18.)
A ház 1898-ban épült (vagy átépült), építtetője Hesz Miklós, tervezője és kivitelezője Szívós Zsigmond volt. A nagy alapterületű, kilencszobás ház egyik részében Hesz Miklós, illetve a halála után fia, Gyula lakott a családjával, másik részében 1904-ig orczy Orczy Gyulának volt a városi lakása. Orczy Gyula nevezetes szereplője volt a közéletnek, a szabadságharcban önkéntesként vett részt, majd megyei főszolgabíró és országgyűlési képviselő volt. A Hesz család egyébként az államosításig volt a ház tulajdonosa. A ház szépen őrzi (át)építése korabeli megjelenését. Homlokzata 4+k axisú, igényesen kialakított kőlábazata fölött klasszicizáló keretelésű, félkörívben záródó ablakai vannak. Félköríves kapubejárója kétszárnyú faajtóval rendelkezik, a kváderes körívben – hasonlóan az ablakokhoz – zárókő imitációval. A kereteléseken kívül a homlokzat klinkertégla borítású. A lábazat négy pinceablakot tartalmaz. Az épület teljes hosszán szép szemöldökpárkány fut végig, az attikában a tengelyek szerinti osztásban padlásvilágító ablakok, ezek fölött a koronázópárkányban törpekonzolok sora helyezkedik el.

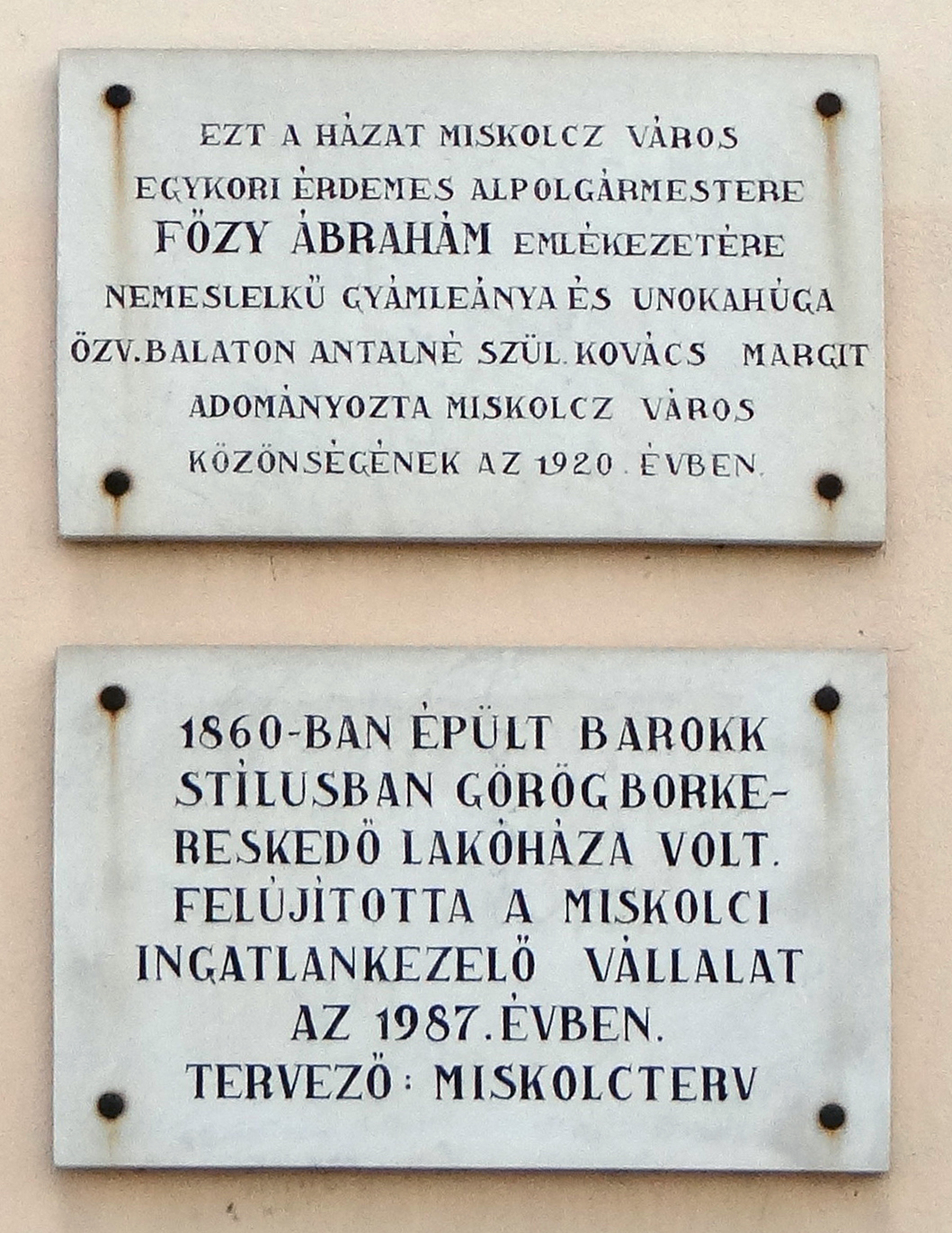
Táblák a Főzy-ház falán

Református püspöki lak (Kossuth utca 20.)
A Kossuth utca keleti oldalának ez az egyetlen telke, amely soha nem volt görög kereskedők birtokában. Az 1817-es felmérés szerint a 139 négyszögölnyi telek tulajdonosa nemes Király József és családja volt. 1896-ban Dobrik Lajos épített itt új házat, majd 1912-ben a Pecére néző gazdasági építményeket emelt. 1930-ban Farkas István református lelkész vásárolta meg a telket, és építtetett házat rá. A terveket a miskolci Kohányi Géza építőmester készítette el, ő volt a kivitelező is. Az épület 1931 nyarára készült el, az ekkorra már püspöki rangban lévő Farkas és neje ekkor költözött be a házba. A háznak a földszintje funkcionált hivatalként, a lakórészek az emeleten voltak. Farkas István 1941-ben elhunyt, ezt követően a püspöki hivatal átköltözött a Palóczy utcára. Az épület – megjelenésével, stílusával – erősen kilóg az utca általános képéből. Egyrészt emeletes, másrészt erősen eltérő stílusjegyeket halmoztak össze rajta. A ház 2+1 tengelyű, kosáríves záródású kétszárnyú bejárati kapuja a déli oldalon van. Fölötte egy kis kiülésű, negyedhenger alakú zárterkély helyezkedik el, három ablaka alatt füzérdíszekkel. A bal oldali két tengely rizalitban helyezkedik el, fölül törtíves attikával lezárva. A földszinti traktusban két vakolatkváderezésű elem között kétablakos+vakablakos, trifóriumra emlékeztető képződmény van, a szemöldökpárkányok fölött félköríves stukkókagylókkal díszítve. Az emeleti két ablak fölött összefogó, íves szemöldökpárkányt képeztek ki.
Czinczifa–Főzy-ház (Kossuth utca 22.)
Földszintes saroképület, Kossuth utcai homlokzata 3+k+3, a Palóczy utcai 2+3 tengelyes elrendezésű. Szép kosáríves kapubejárója van, kerékvetőkkel. Az északi oldalon pinceszellőző ablakokkal rendelkezik. Homlokzata egyszerű, nyugodt, lizénák között simított vakolatborítással. Belső udvara átriumos kialakítású. Az épület keleti, a Pecére hajló traktusát a 19. század második felében átépítették, bővítették. Az épületet az 1778-tól Miskolcon élő Czinczifa Ádám, az egyik legtehetősebb görög kereskedő építtette. A 19. század vége felé a telken fekvő lakásokban hét család élt, de ezek közül már csak egy volt görög. Az épület nevezetes lakói között meg kell említeni Duronelli Andrást (1770–1845), a város második postamesterét, valamint Főzy Ábrahám alpolgármestert, akinek a gyámleánya, Balaton Antalné 1920-ban vagy 1929-ben a városnak adományozta a házat.

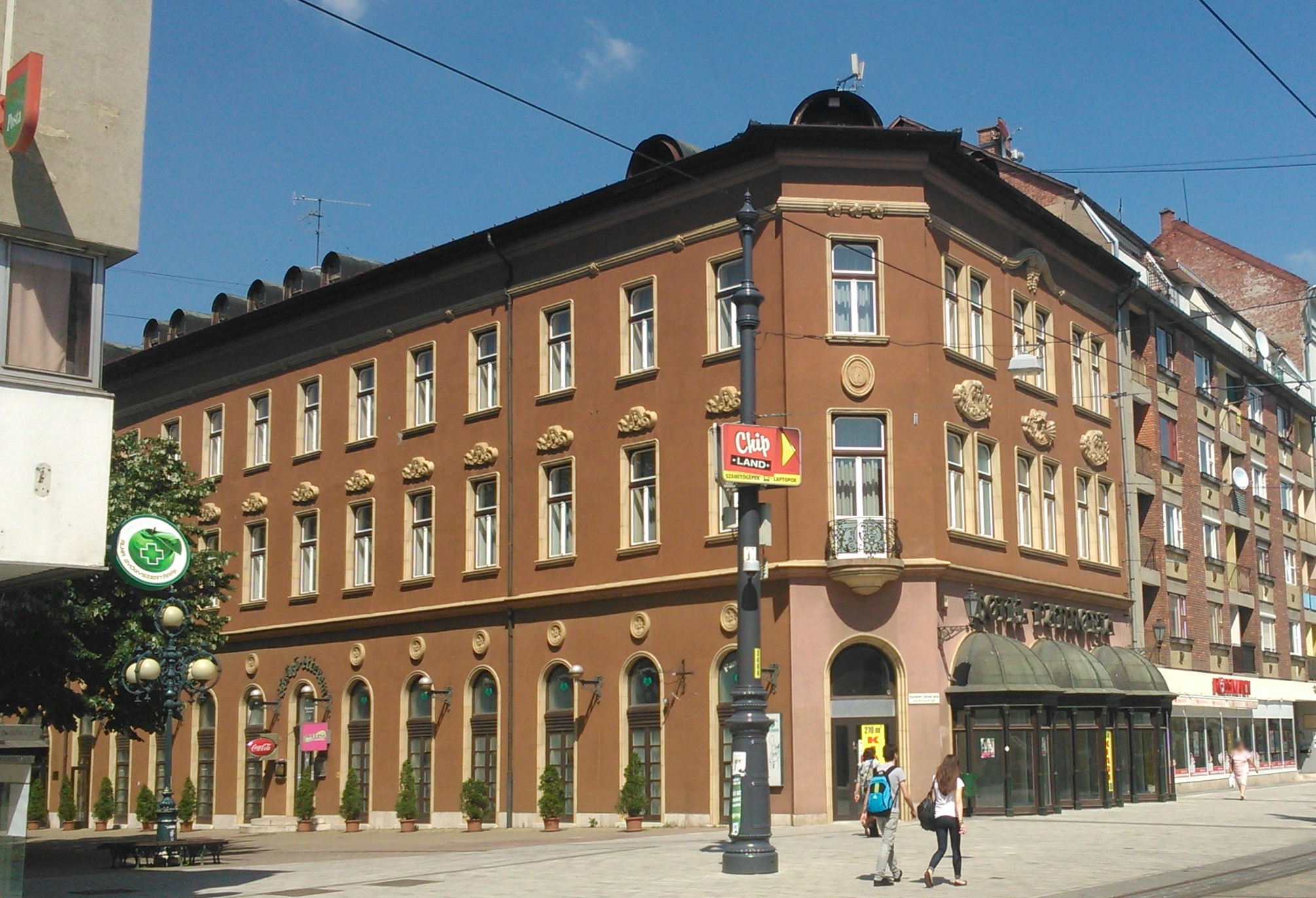
Hotel Pannónia (Kossuth utca 2.)
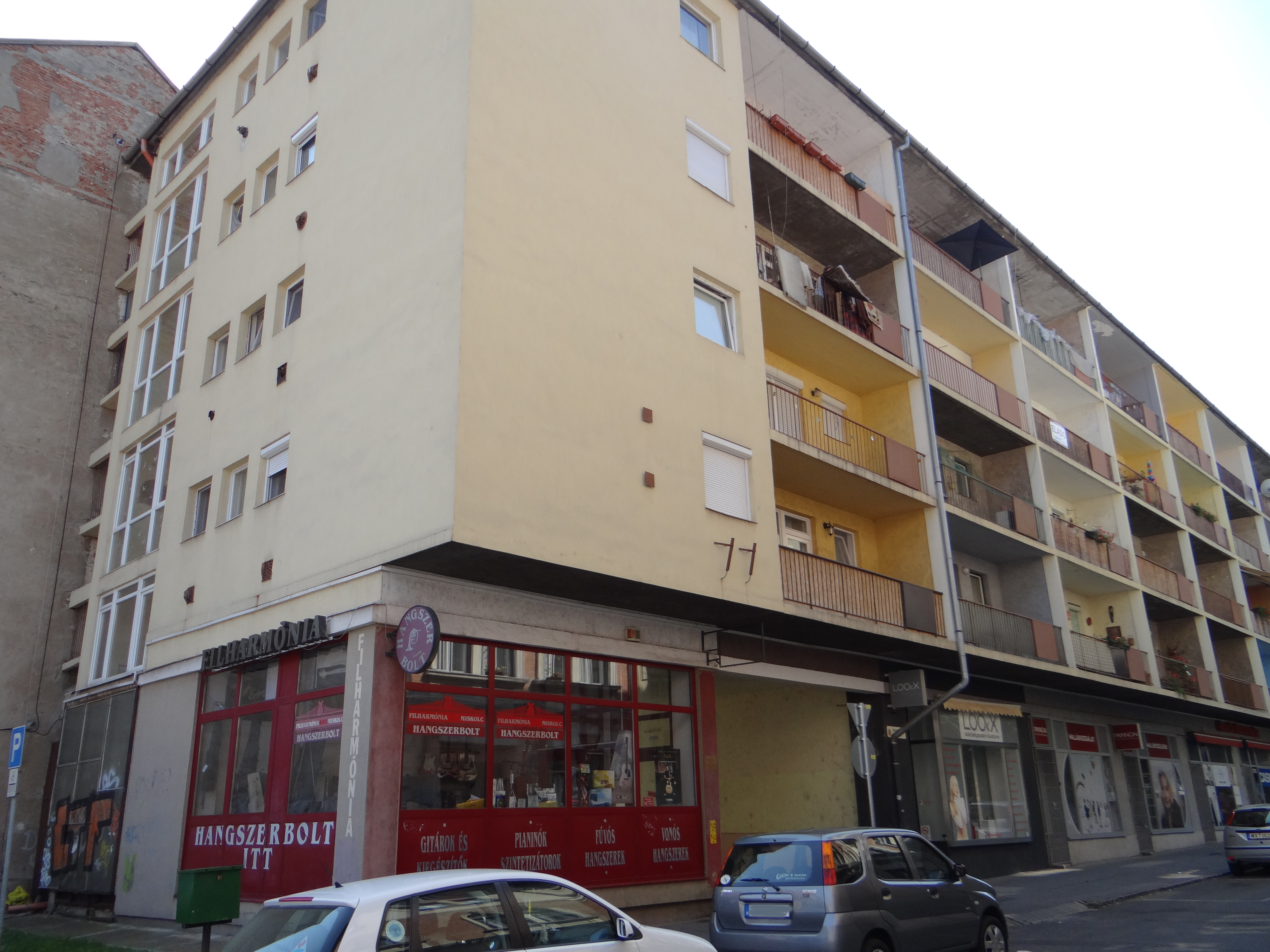
Bérház (Kossuth utca 4.)
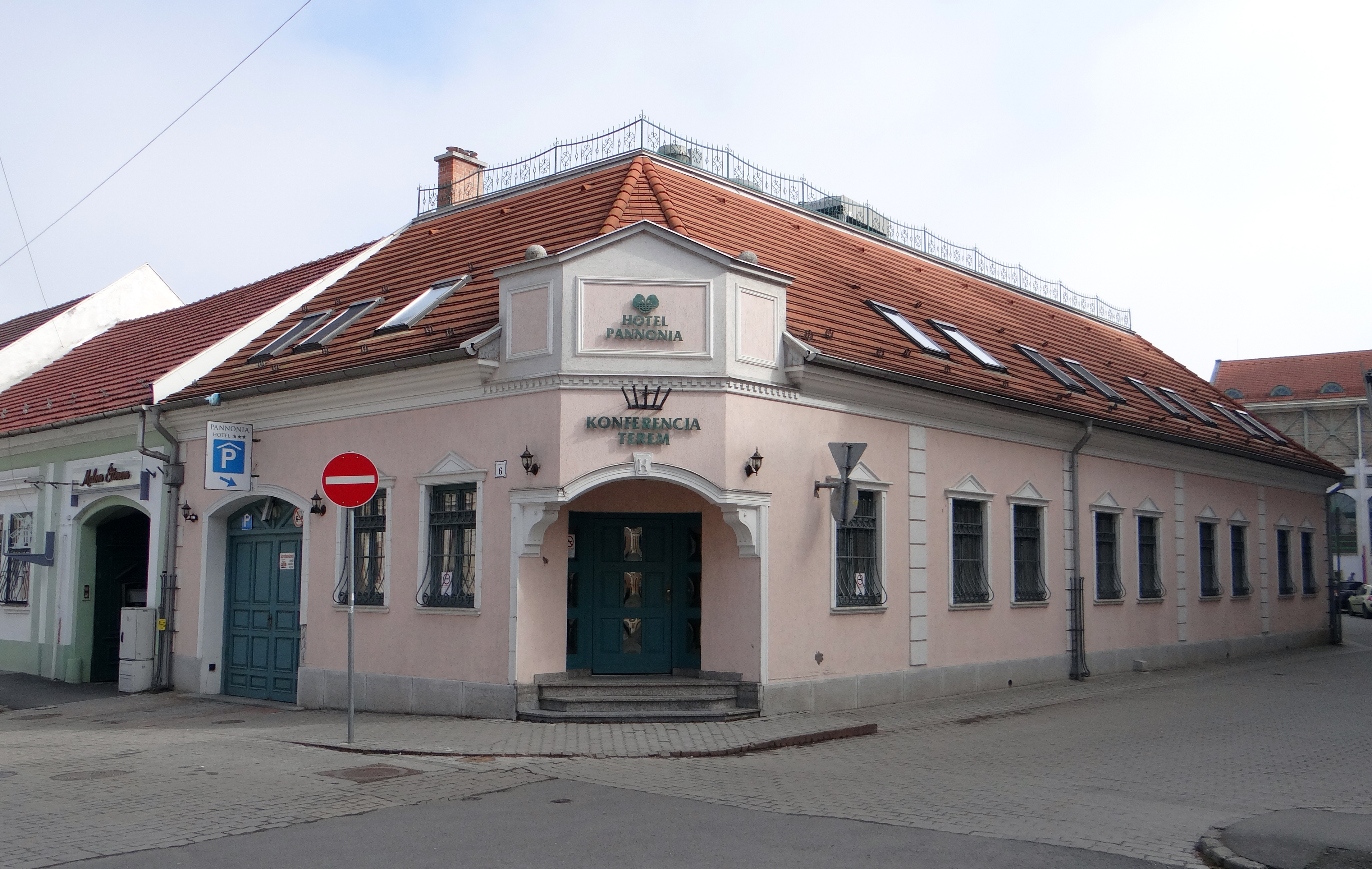
Konferenciaterem (Kossuth utca 6.)
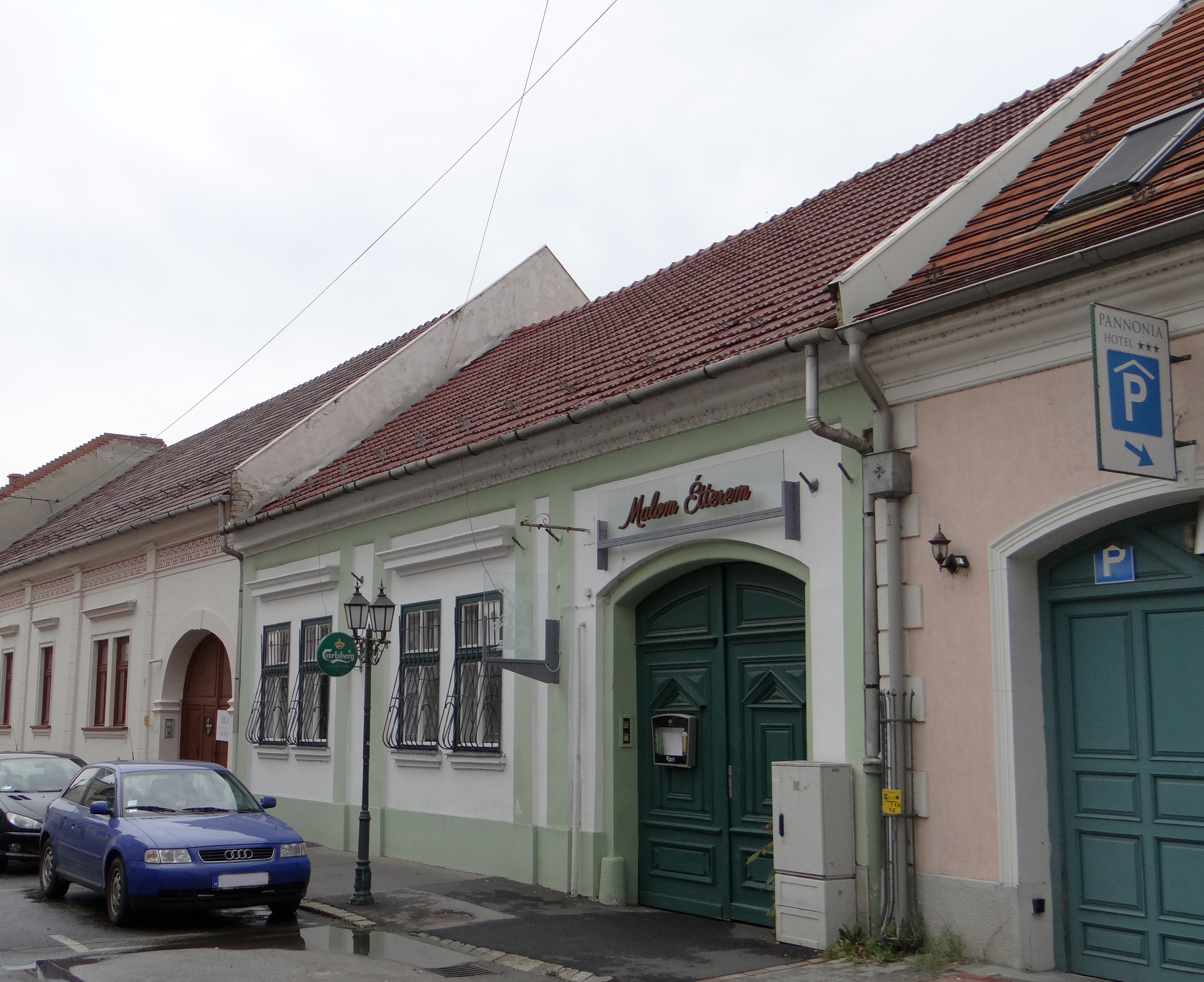
Prókátori ház (Kossuth utca 8.)
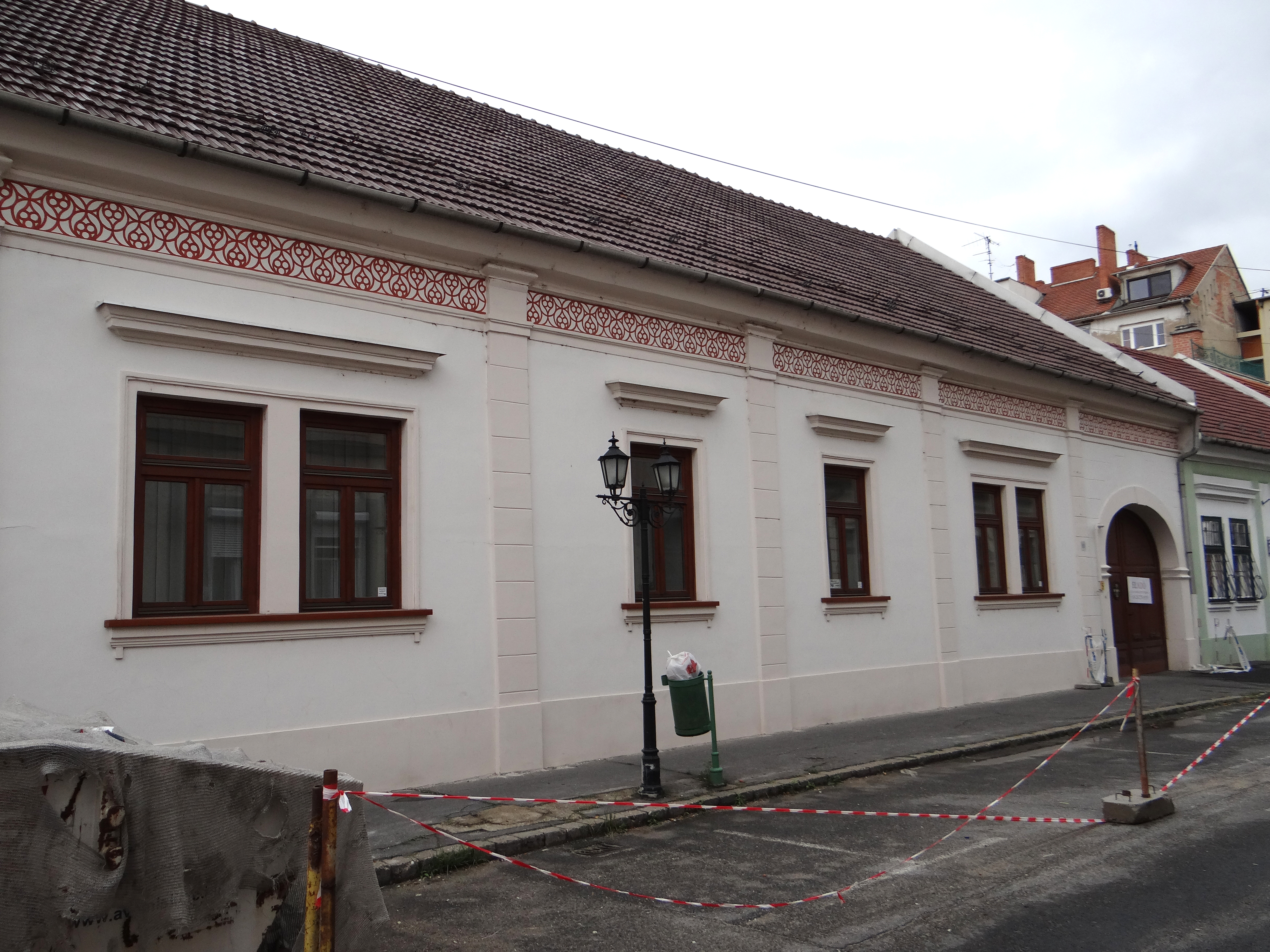
Tiszttartói ház (Kossuth utca 10.)
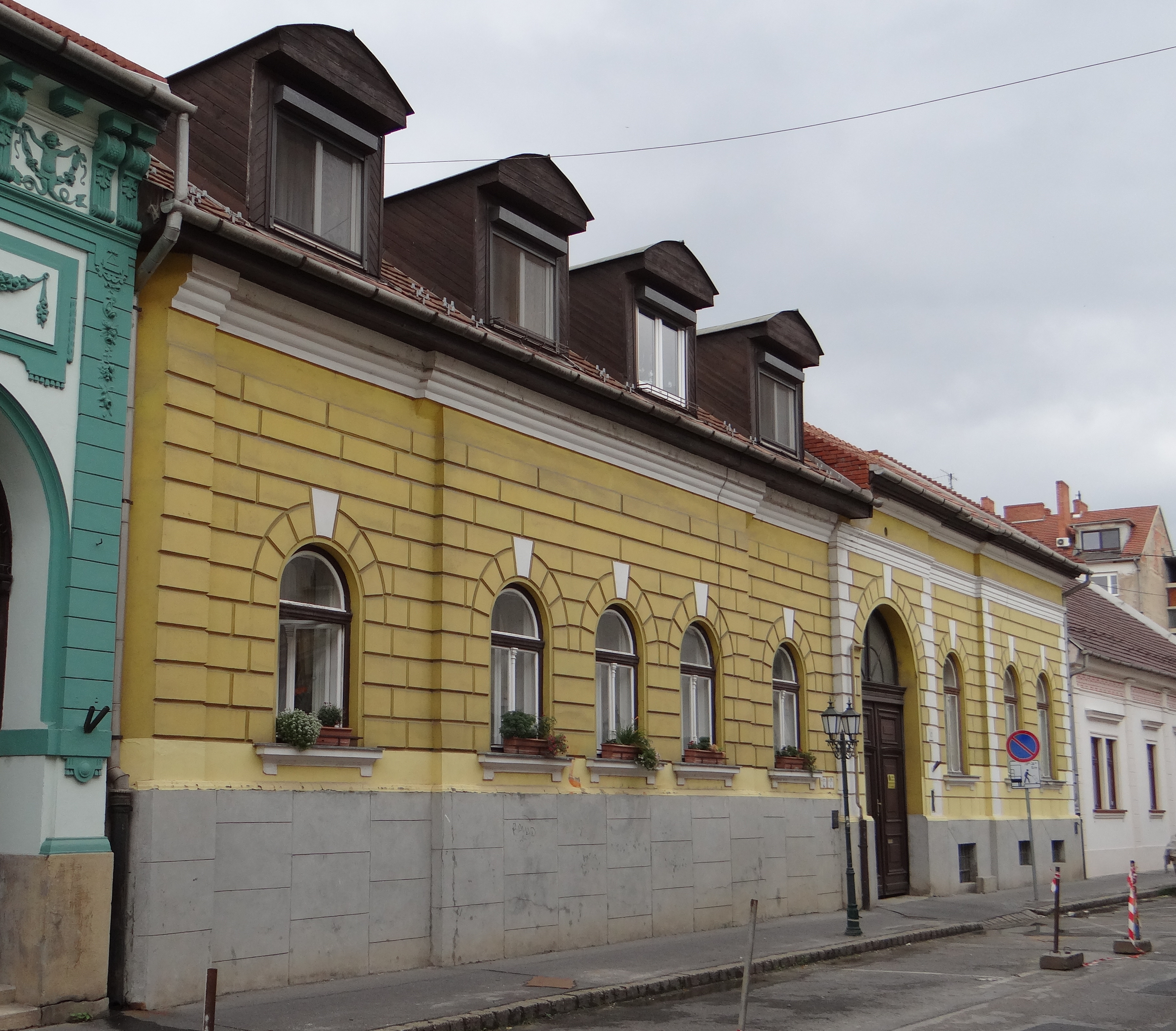
Pompéry-ház (Kossuth utca 12.)
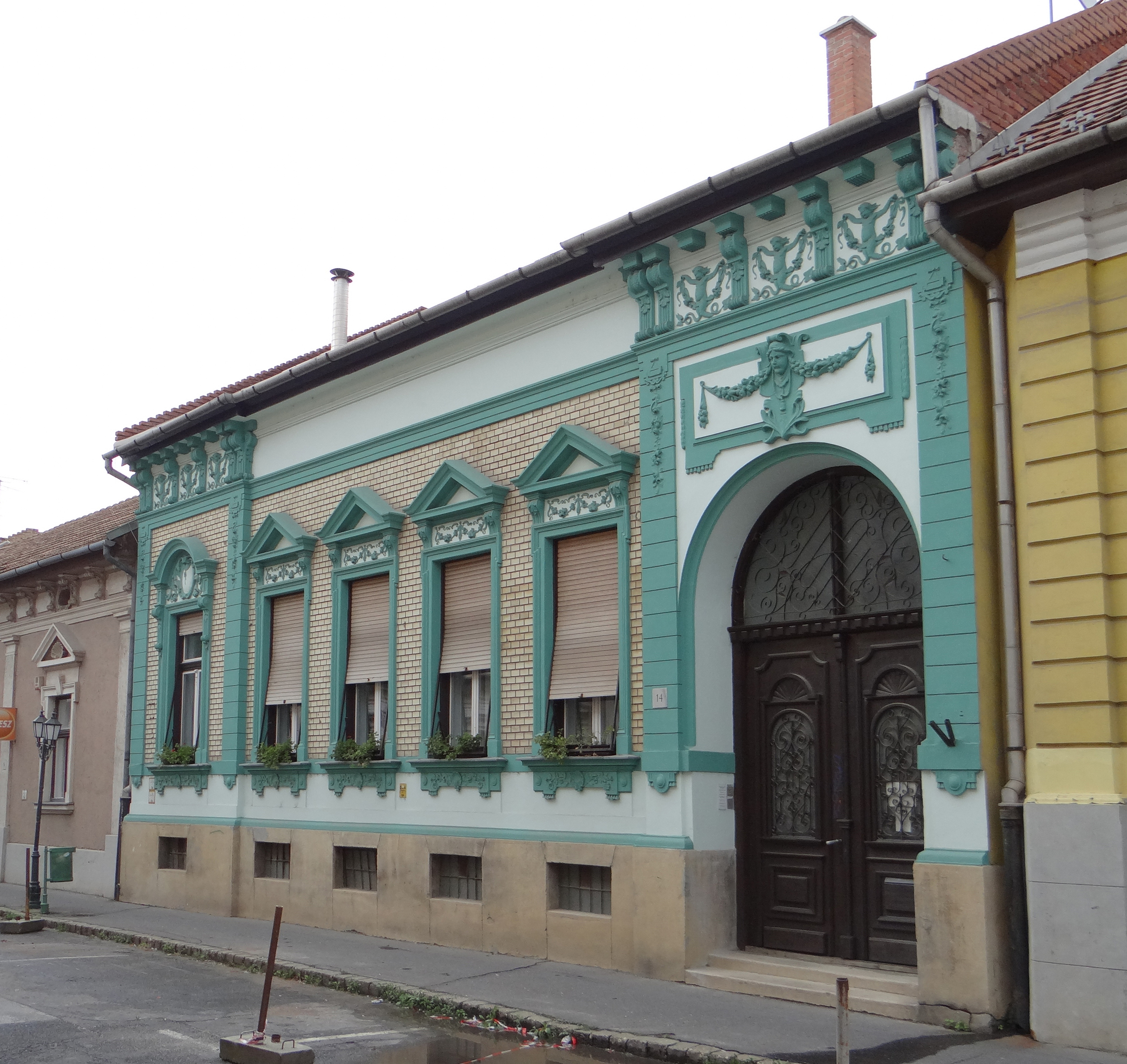
Reidinger-ház (Kossuth utca 14.)
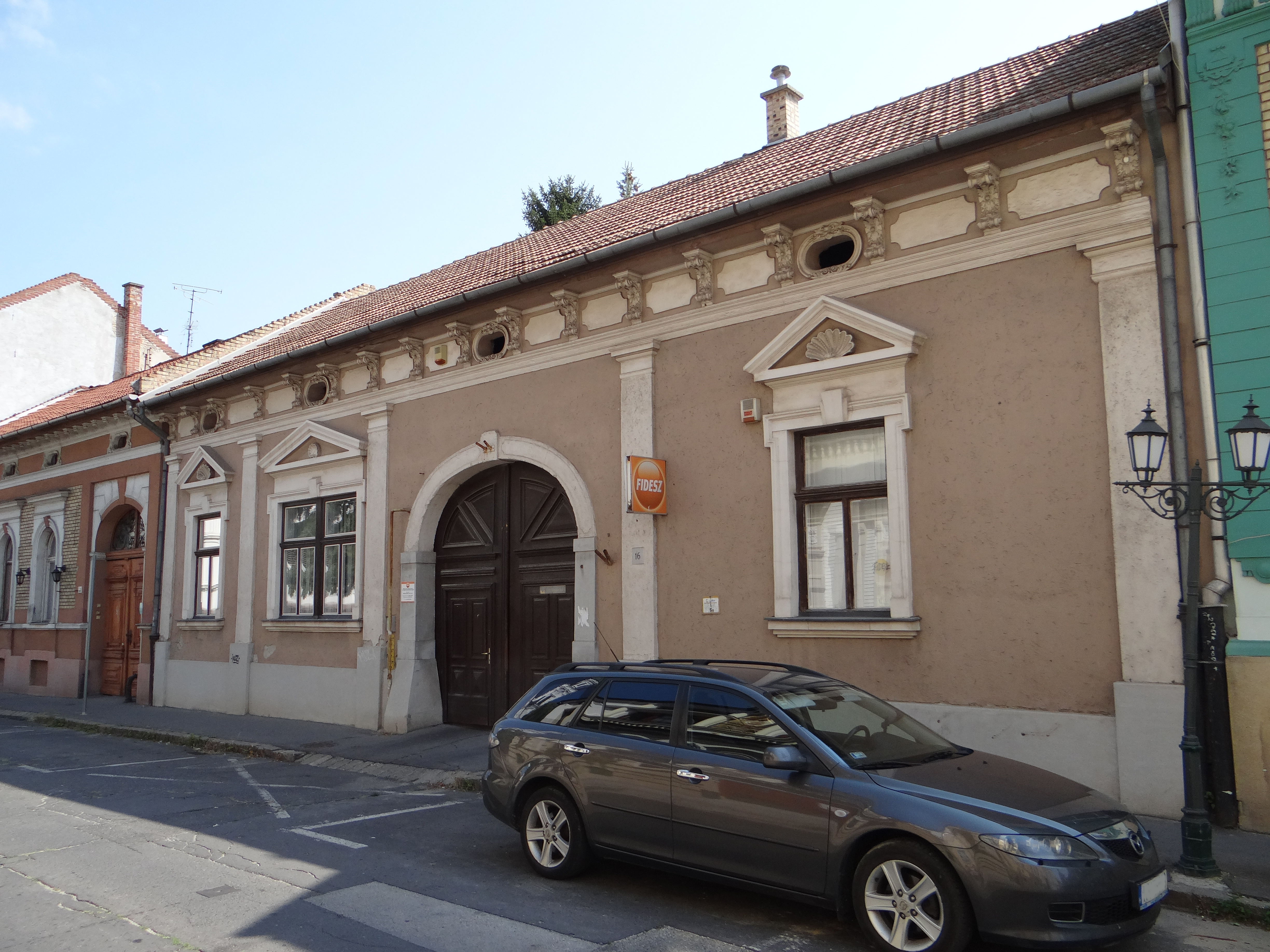
Tomka–Hosszúfalussy-ház (Kossuth utca 16.)
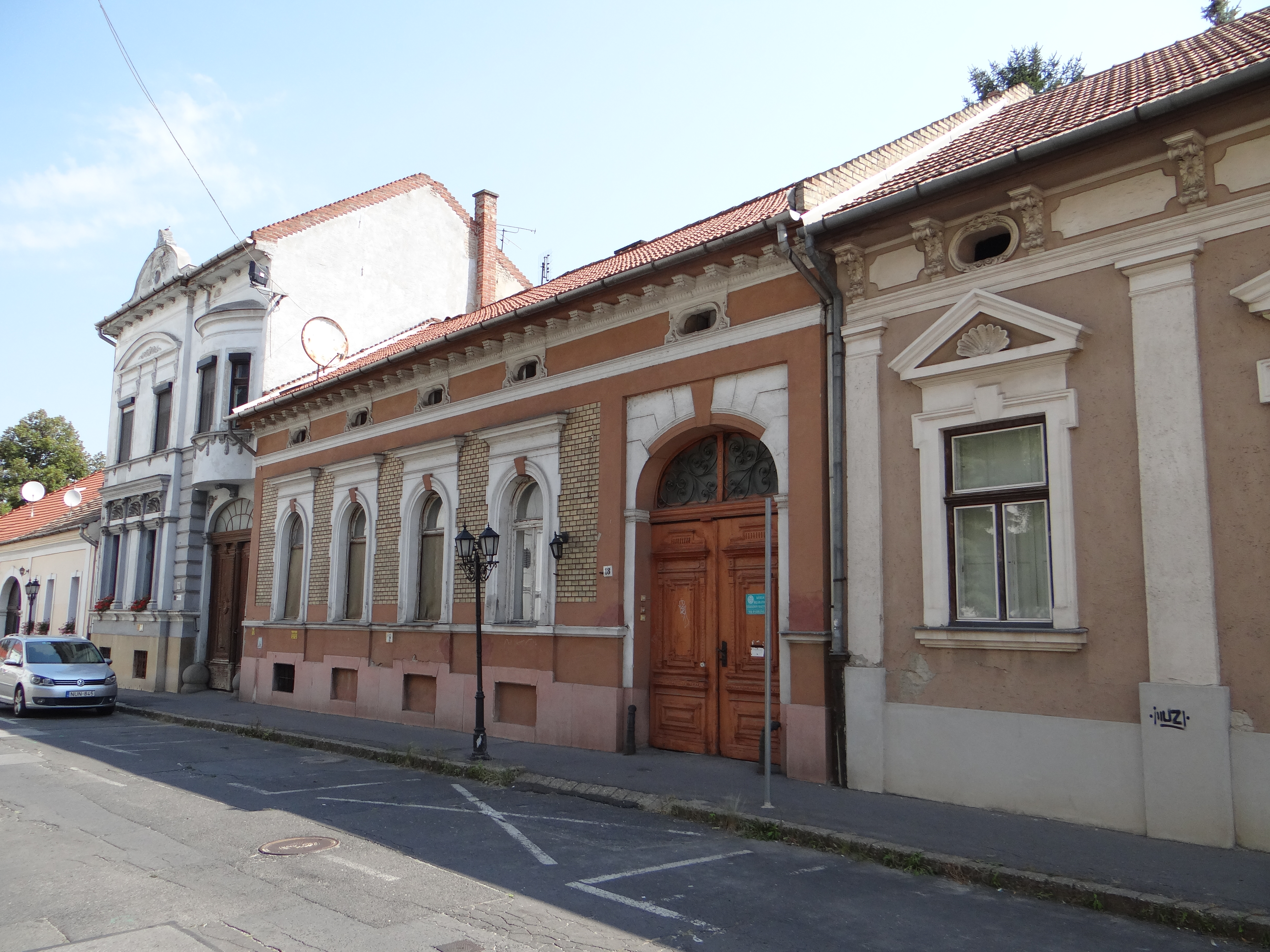
Hesz–Orczy-ház (Kossuth utca 18.)
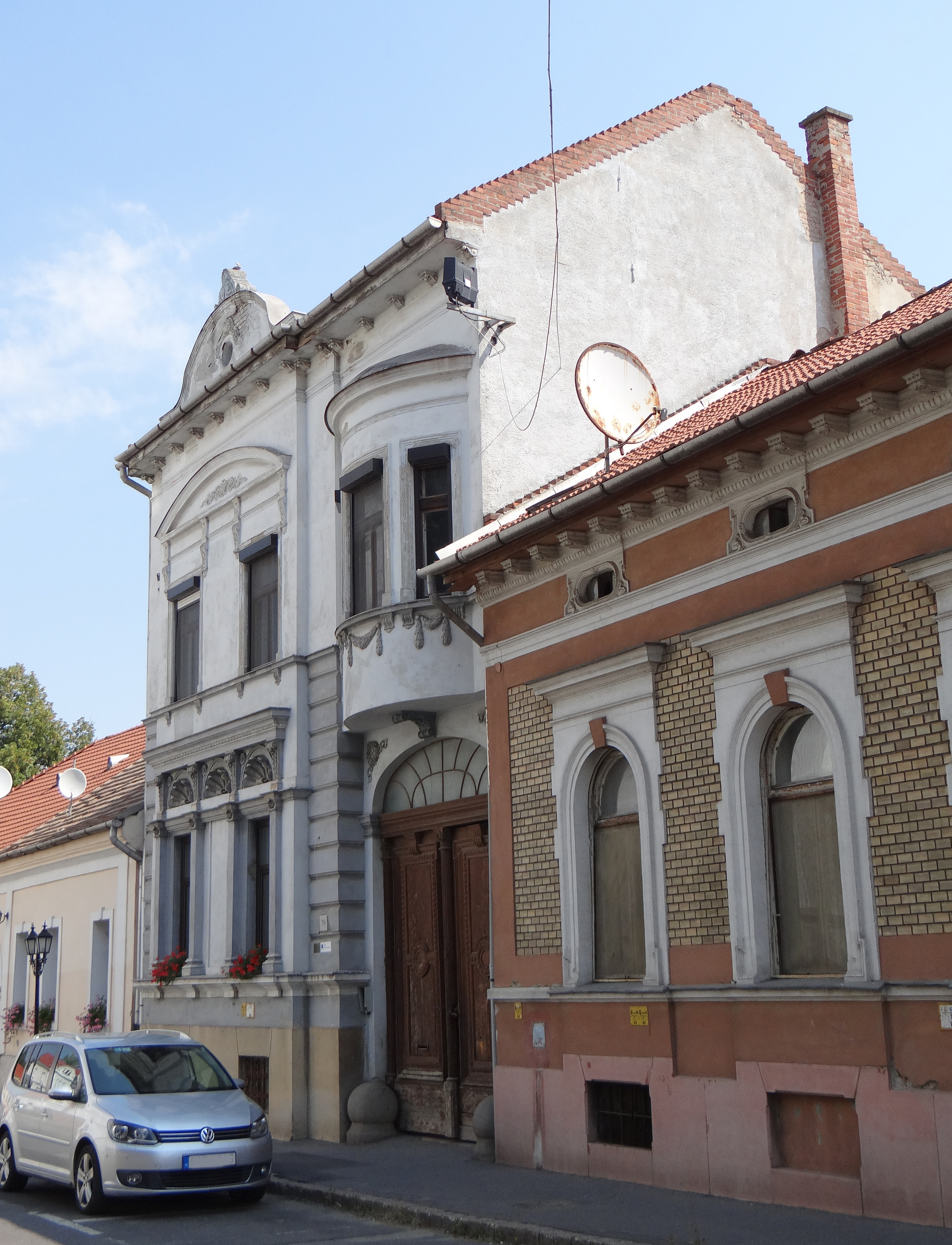
Református püspöki lak (Kossuth utca 20.)
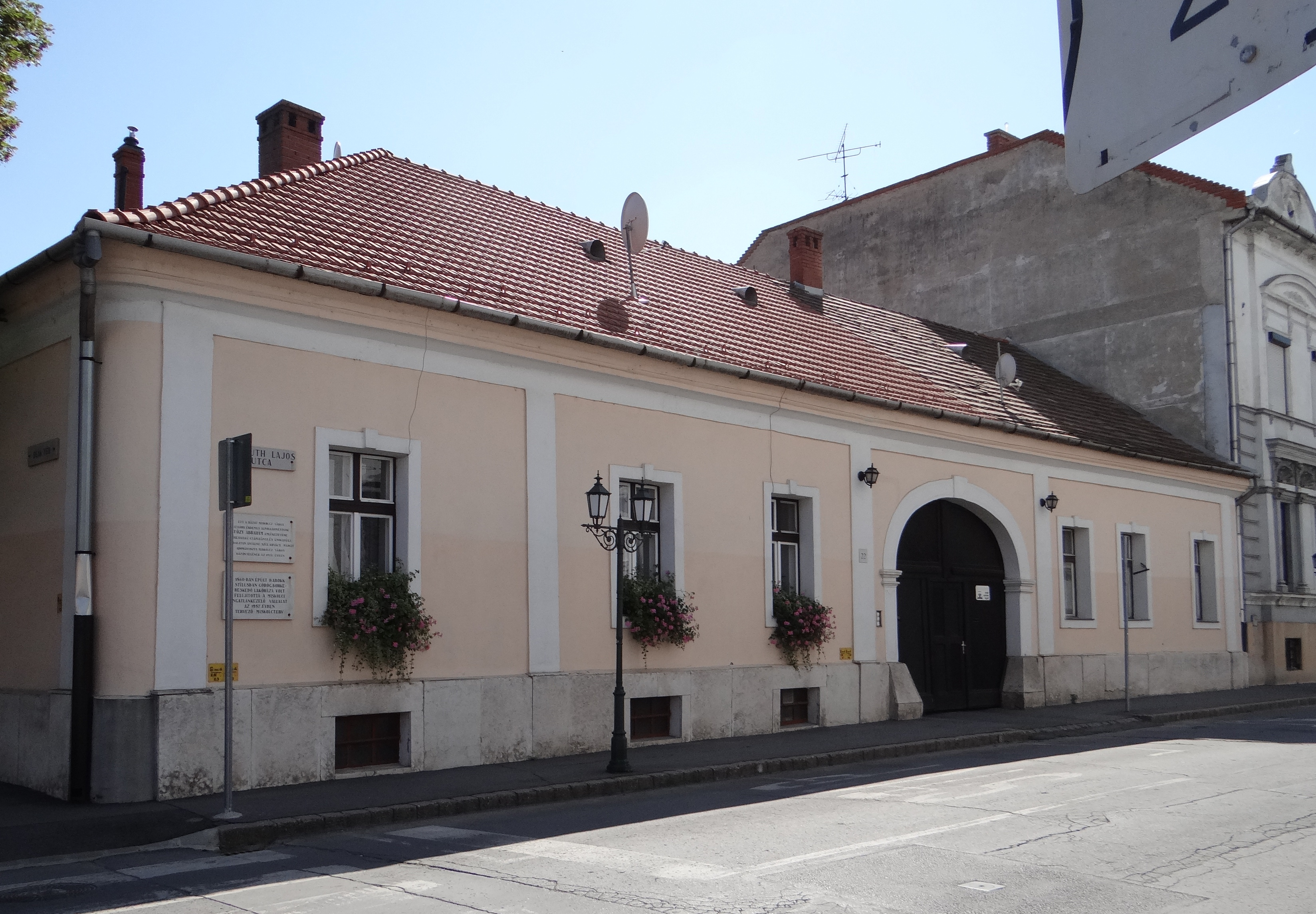
Főzy-ház (Kossuth utca 22.)